# Église Saint-Étienne de Court-Saint-Étienne
Pour les articles homonymes, voir Église Saint-Étienne.
L'église Saint-Étienne est une église de style classique d'origine romane située sur le territoire de la commune belge de Court-Saint-Étienne, dans la province du Brabant wallon.

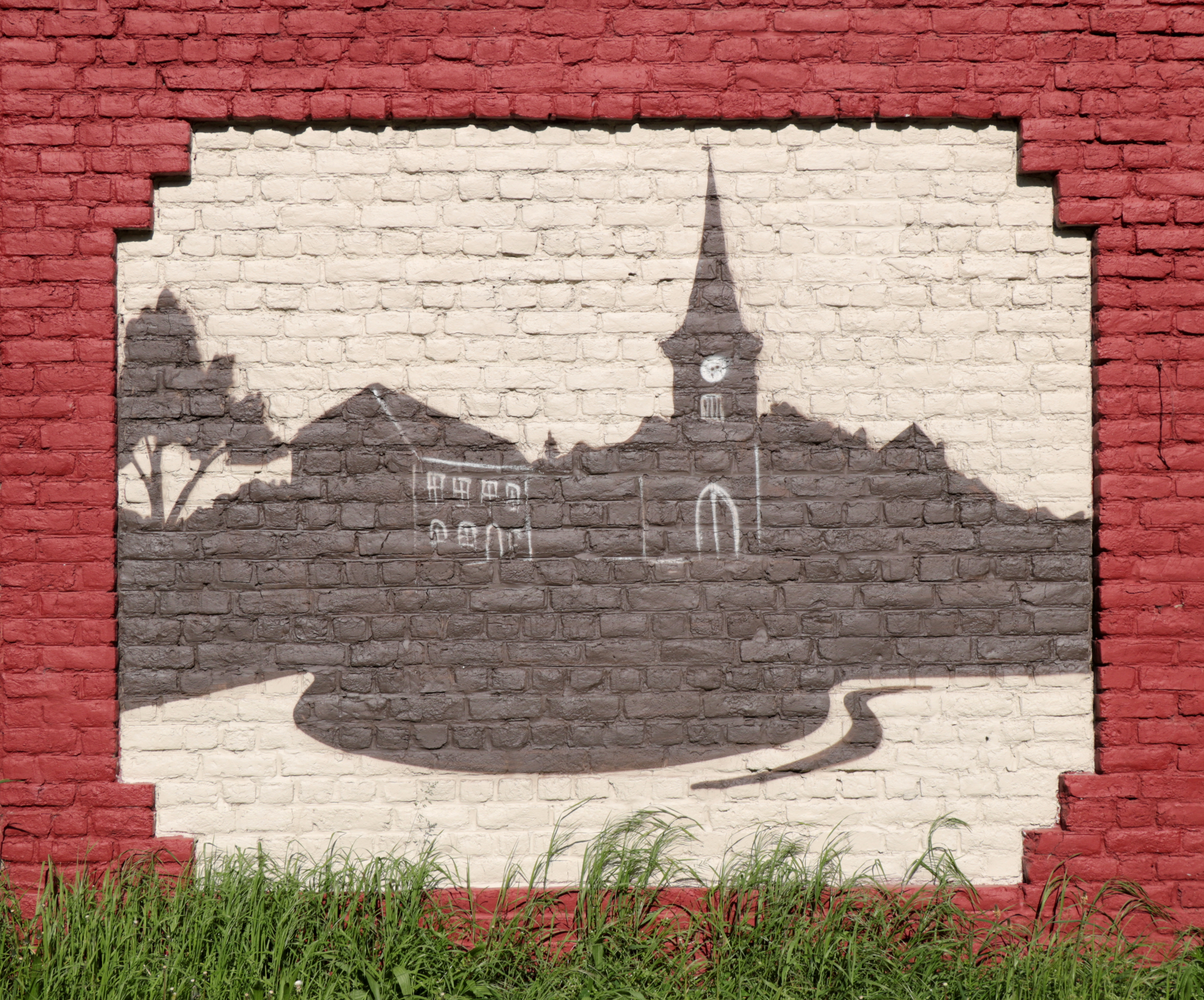
L'église représentée sur une fresque du mur du Parc à Mitrailles.

## Historique
De l'église romane du XIe siècle, l'église Saint-Étienne conserve peut-être, dans les parties basses de la tour, certains vestiges de ses origines romanes.
En 1565, vu le mauvais état de la vieille église romane, les abbayes de Villers-la-Ville et d'Aywières, qui en percevaient la dîme, la firent abattre et remplacer par une église gothique : la nef fut reconstruite en 1565 et le chœur en 1569.
En 1568 éclate la Guerre de Quatre-Vingts Ans provoquée par la révolte des Pays-Bas septentrionaux contre le royaume d'Espagne : ce conflit allait avoir de sérieux impacts sur l'église Saint-Étienne.
Le premier impact se fait sentir dès 1568 : le 19 octobre 1568 on cache la châsse de saint Étienne et les vases précieux de l'église dans les bois de Hassoit par crainte des calvinistes.
Le second impact de la Guerre de Quatre-Vingts Ans, bien plus grave, eut lieu en 1584 lorsque l'église et la cure furent incendiées par des soldats calvinistes qui étaient en garnison à Vilvorde. De cette église gothique subsiste une robuste tour carrée, dont le revêtement en pierre a été renouvelé vers 1830.
La nef et le chœur furent reconstruits en 1618. Vers la même époque, Louis de Provins, seigneur de Court-Saint-Étienne de 1619 à 1632 repoussa victorieusement, à la tête de ses paysans, les attaques hollandaises
La nef et le chœur furent rasés peu après 1773 et rebâtis en brique, pierre calcaire et pierre blanche.
On distingue donc trois styles très différents dans l'église Saint-Étienne :
- le style roman : 
  - le noyau de la tour occidentale[2]
  - la tourelle romane[P 6] ;
- le style gothique : 
  - l'étage supérieur de la tour[2] ;
- le style classique :
  - la nef et le chœur reconstruits vers 1780[1] ;
  - la façade occidentale de la tour, refaite en 1830[P 4].

Déclarées bien national en 1794 mais restées invendues en 1797, la cure et l'église appartiennent à la Commune depuis 1805.

## Classement et restauration
L'ensemble formé par l'église, le presbytère, le cimetière et leurs abords fait l'objet d'un classement au titre des monuments historiques depuis le 4 décembre 1989.
L'enfeu baroque de Louis de Provins a été restauré en 1898 par la commune.
Les toitures de l'église ont fait l'objet d'une restauration en 2011.

## Architecture extérieure

### La tour et la tourelle romane

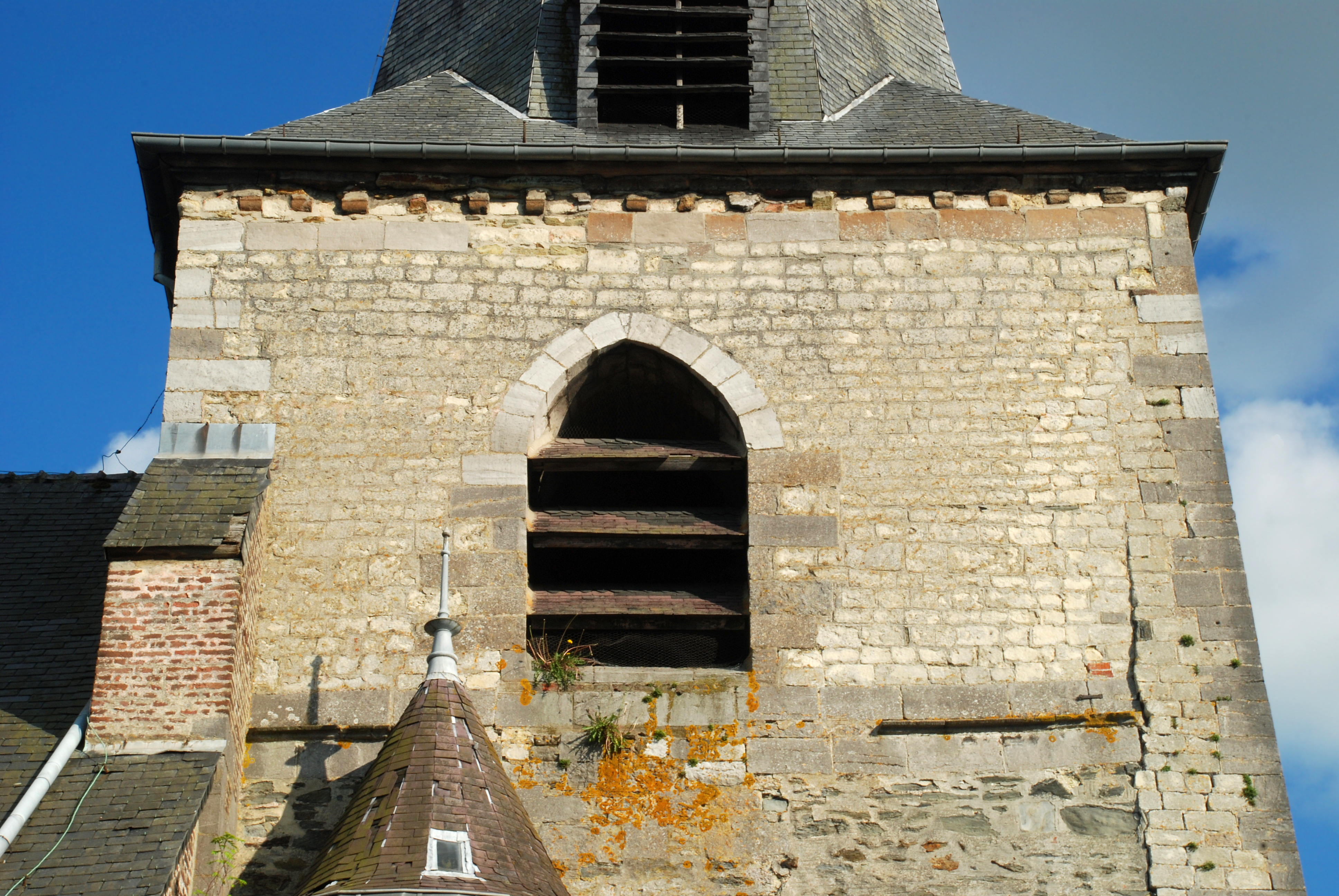
L'étage supérieur gothique.

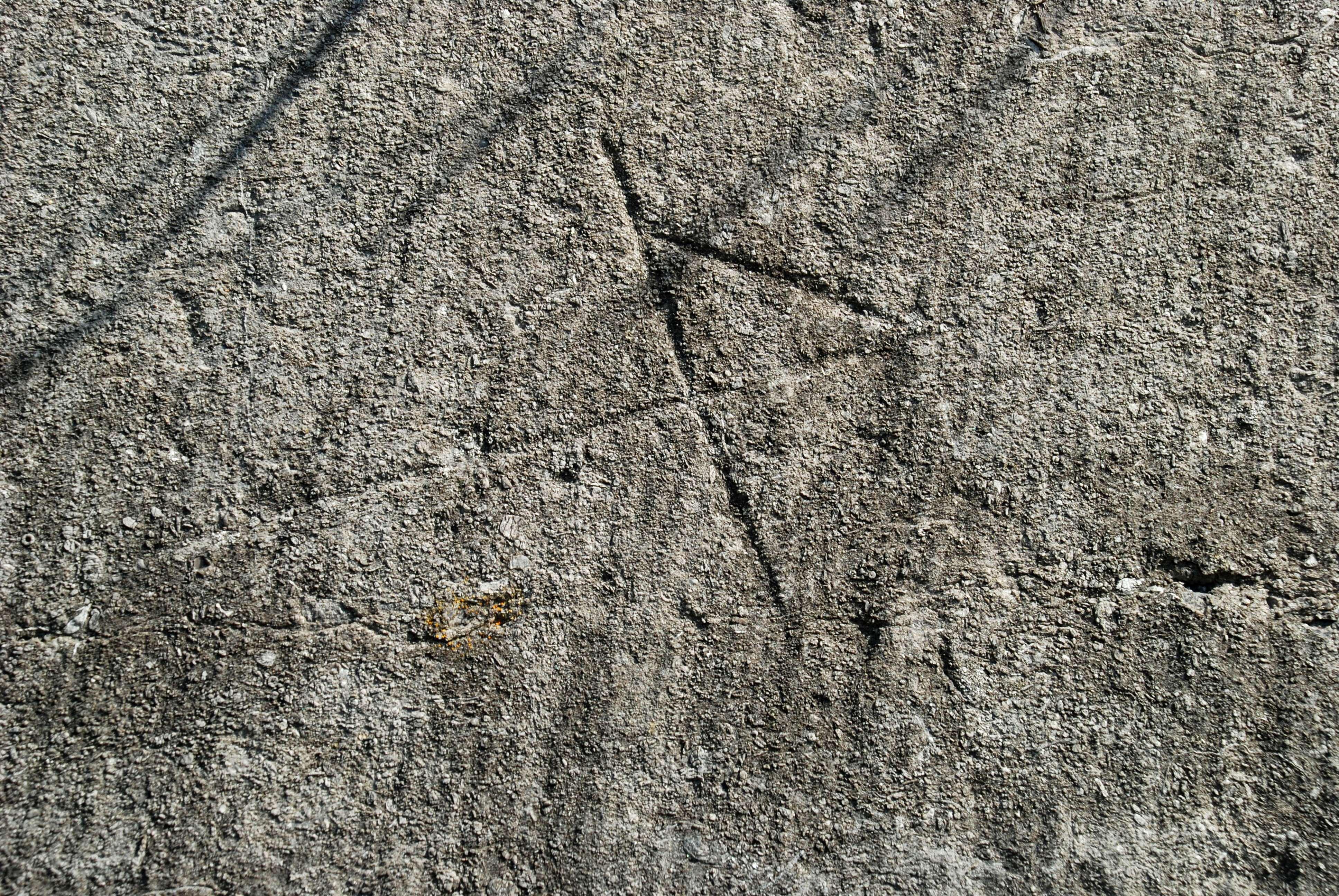
Marque de tâcheron.

L'église présente à l'ouest une puissante tour-porche.
Le noyau de la tour est probablement roman et date sans doute du XIIe siècle : ses moellons de schiste apparaissent sur les deux tiers inférieurs des faces latérales de la tour. Accolée à la face nord de la tour se trouve une élégante tourelle ronde renfermant l'escalier qui mène au jubé, vestige de l'église romane, édifiée en moellons de grès blanc dont la couleur claire contraste avec le schiste sombre de la tour.
Le dernier étage de la tour fut construit à l'époque gothique : sa maçonnerie de grès assemblé en petit appareil apparaît encore à l'étage supérieur des faces latérales de la tour, percé de baies campanaires ogivales à abat-sons.
La façade avant de la tour fut habillée de pierre bleue au XVIIIe siècle, probablement à l'époque où la nef fut réédifiée en style classique. Cette façade est percée d'une porte de style classique dont l'arc surbaissé est ornée d'une élégante clé d'arc et sommé d'un fin entablement surmonté d'une fenêtre d'imposte semi-circulaire. Plus haut, la façade, ornée de nombreuses ancres de façade, est percée d'un oculus et d'une baie campanaire ogivale à abat-sons surmontée de l'horloge. La base de la tour porte plusieurs marques de tâcheron.
La tour est surmontée d'une flèche octogonale des XVIe et XVIIe siècles, couverte d'ardoises et percée de quatre lucarnes.
|  |  |  |

### Les façades latérales

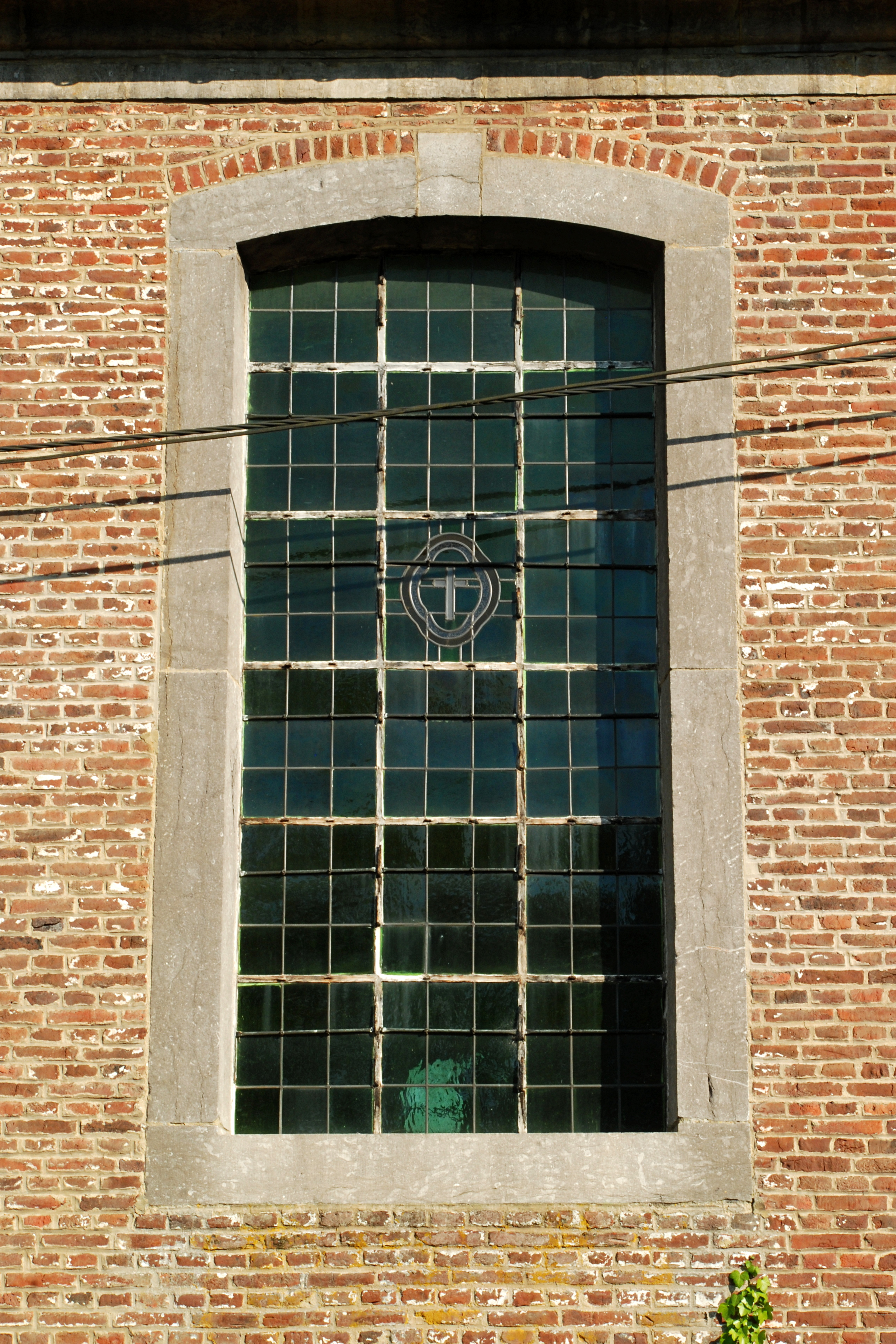
Fenêtre classique.

Chacune des façades latérales est percée de cinq grandes fenêtres de style classique à arc surbaissé présentant un encadrement réalisé en pierre bleue.
Les façades possèdent un soubassement composé de deux assises de blocs de pierre bleue surmontées de deux assises de blocs de grès.
|  |  |

### Le chevet et la sacristie
L'édifice se termine à l'est par un imposant chevet pentagonal mis en valeur par ses chaînages d'angle en pierre bleue.
Le chœur est éclairé par de grandes fenêtres de style classique en tous points semblables à celles de la nef.
Le chevet est prolongé par une sacristie qui se trouve dans l'axe du chœur et présente les mêmes caractéristiques que l'ensemble de l'édifice : briques rouges, soubassement en blocs de grès et de pierre bleue, chaînages d'angle, fenêtres classiques encadrées de pierre bleue.
|  |  |  |  |

## Architecture et décoration intérieure

### Plan et style
L'édifice présente un plan basilical sans transept, avec un vestibule surmonté de l'orgue à l'ouest, une nef de cinq travées flanquée de deux collatéraux, et un chœur prolongé par une abside à trois pans à l'est.
L'église est de style classique, les colonnes relevant de l'ordre toscan, « l'ordre antique le plus simple  et d'ailleurs le plus fréquemment employé dans les églises villageoises de l'époque » selon Duquenne.

### Le vestibule

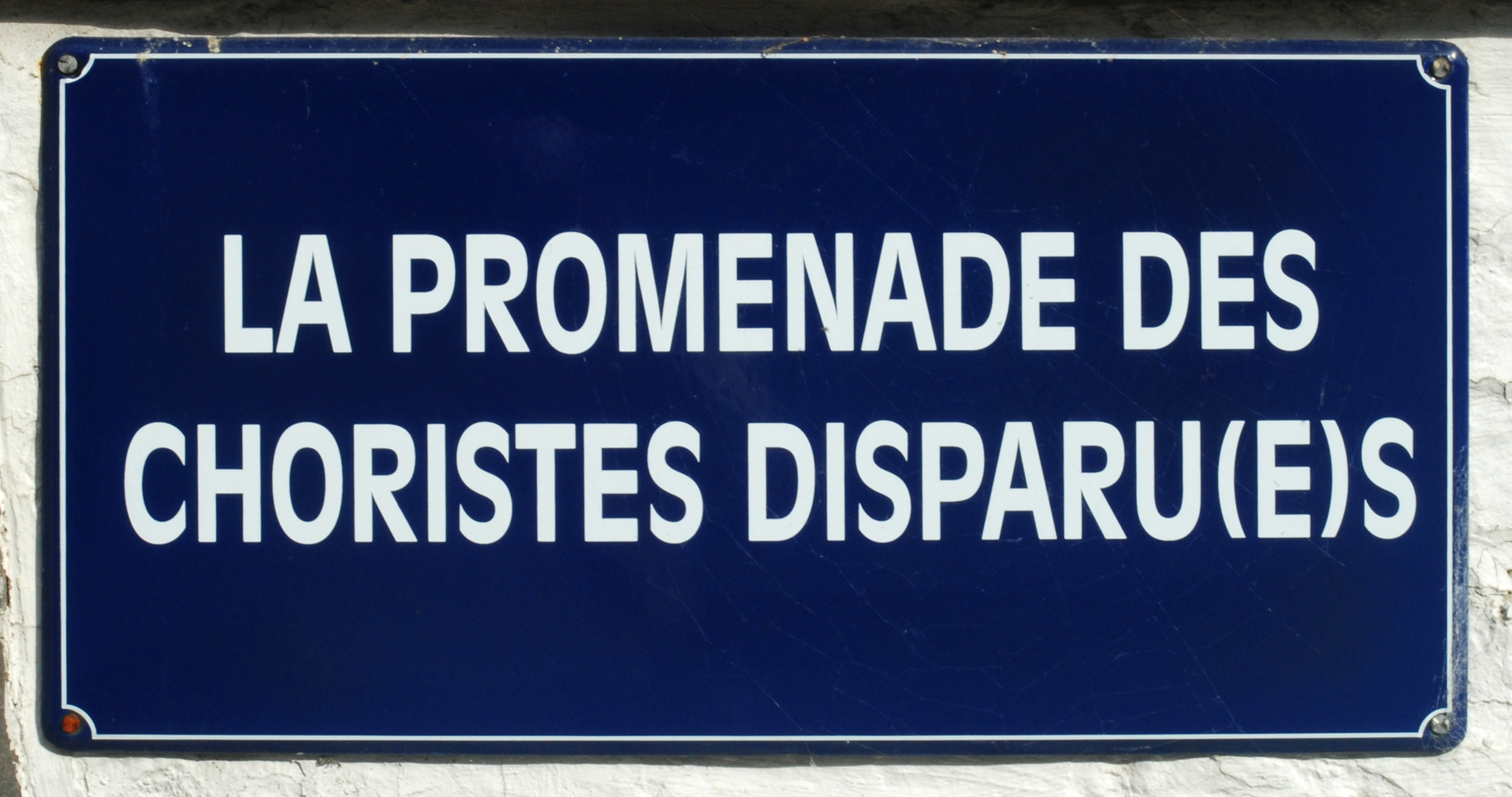
« Promenade des Choristes Disparu(e)s ».

Après avoir monté une rampe en pente portant le nom poétique de « Promenade des Choristes Disparu(e)s », on accède à l'édifice par la porte de style classique, précédée d'une large dalle de pierre bleue.
Cette porte s'ouvre sur le vestibule situé sous la tour, dans lequel une statue de la Vierge à l'Enfant accueille fidèles et visiteurs.
Portée jadis par un piédestal en bois orné d'une croix pattée, la statue de la Vierge est maintenant juchée sur un tronc d'arbre noueux très décoratif.
La tenue vestimentaire de la Vierge change au fil des années : beige, jaune et orange en 2011, blanche et jaune en 2012, d'un blanc immaculé en 2013 et 2014, bleue en 2017.
|  |  |  |  |

### La nef

#### Description générale de la nef

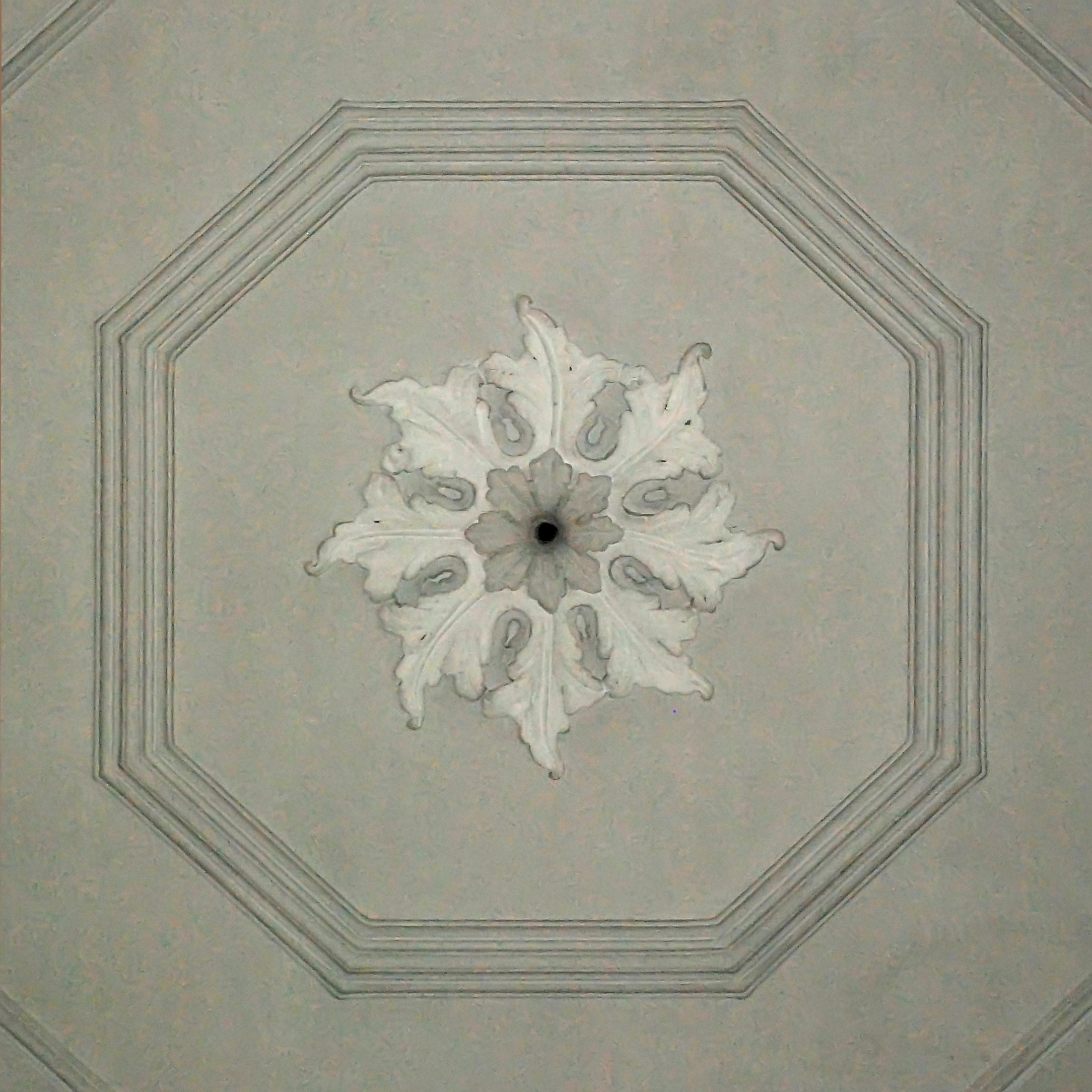
Rosette en stuc.

La nef, très lumineuse et d'un style classique très pur, compte cinq travées.
Elle est séparée des collatéraux par de grandes colonnes rondes en pierre bleue (petit granit) sommées de chapiteaux toscans, et portées par des bases octogonales surmontées d'anneaux toriques.
Les arcs en plein cintre portés par ces colonnes, à l'intrados orné de moulures rectangulaires, sont également réalisés en pierre bleue et tranchent avec la couleur crème de la nef et des collatéraux. Chacun de ces arcs est couronné d'une clé d'arc saillante sculptée.
La nef est surmontée d'un plafond plat qui se prolonge jusqu'au chœur. Ce plafond est délimité en plusieurs compartiments par des moulures. Son compartiment central est orné d'un décor en stuc constitué d'une triple moulure octogonale encadrant une rosette de feuillages.
Le pavement de la nef est en pierre bleue (petit granit).
|  |  |  |

#### La chaire de vérité

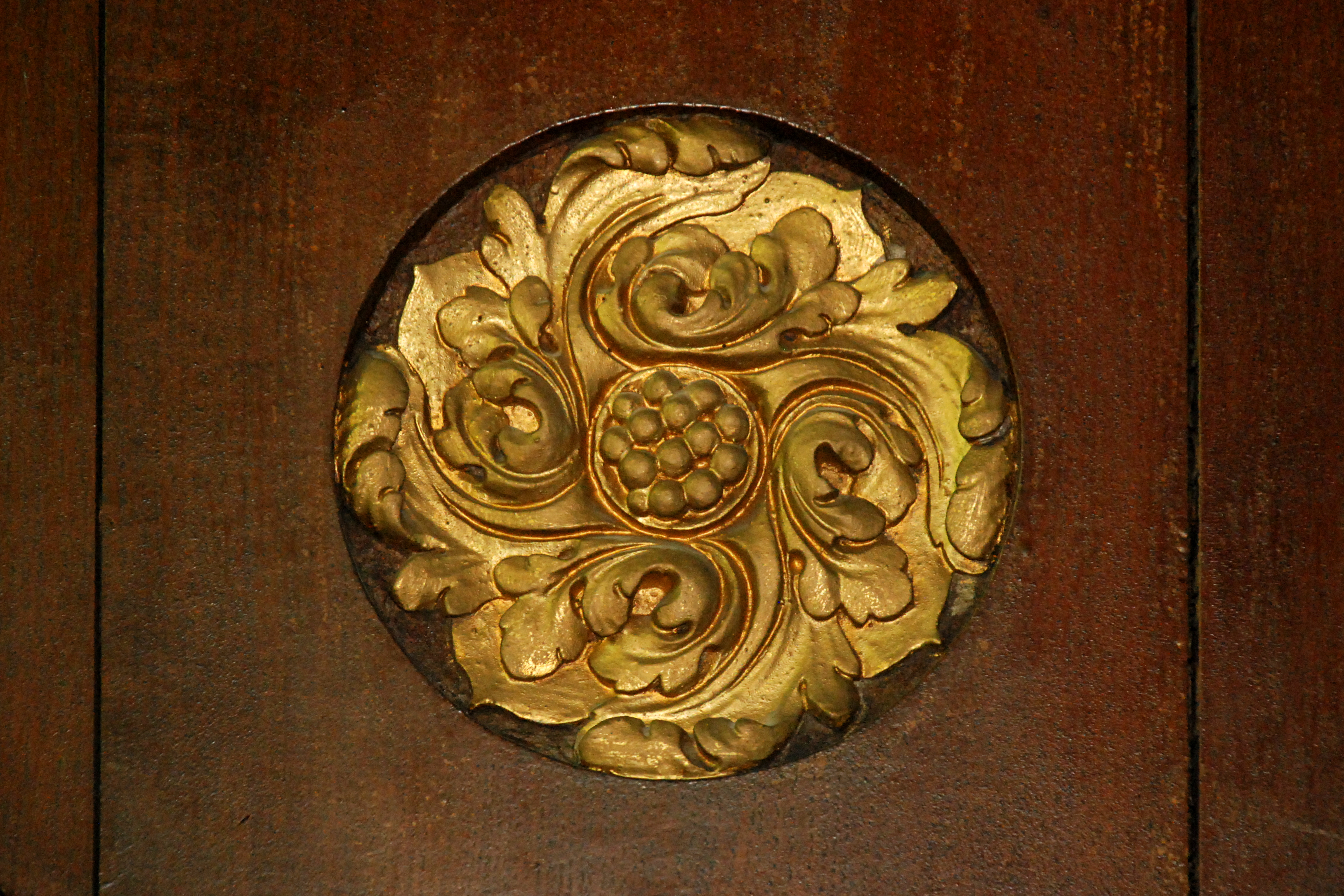
Rosette dorée.

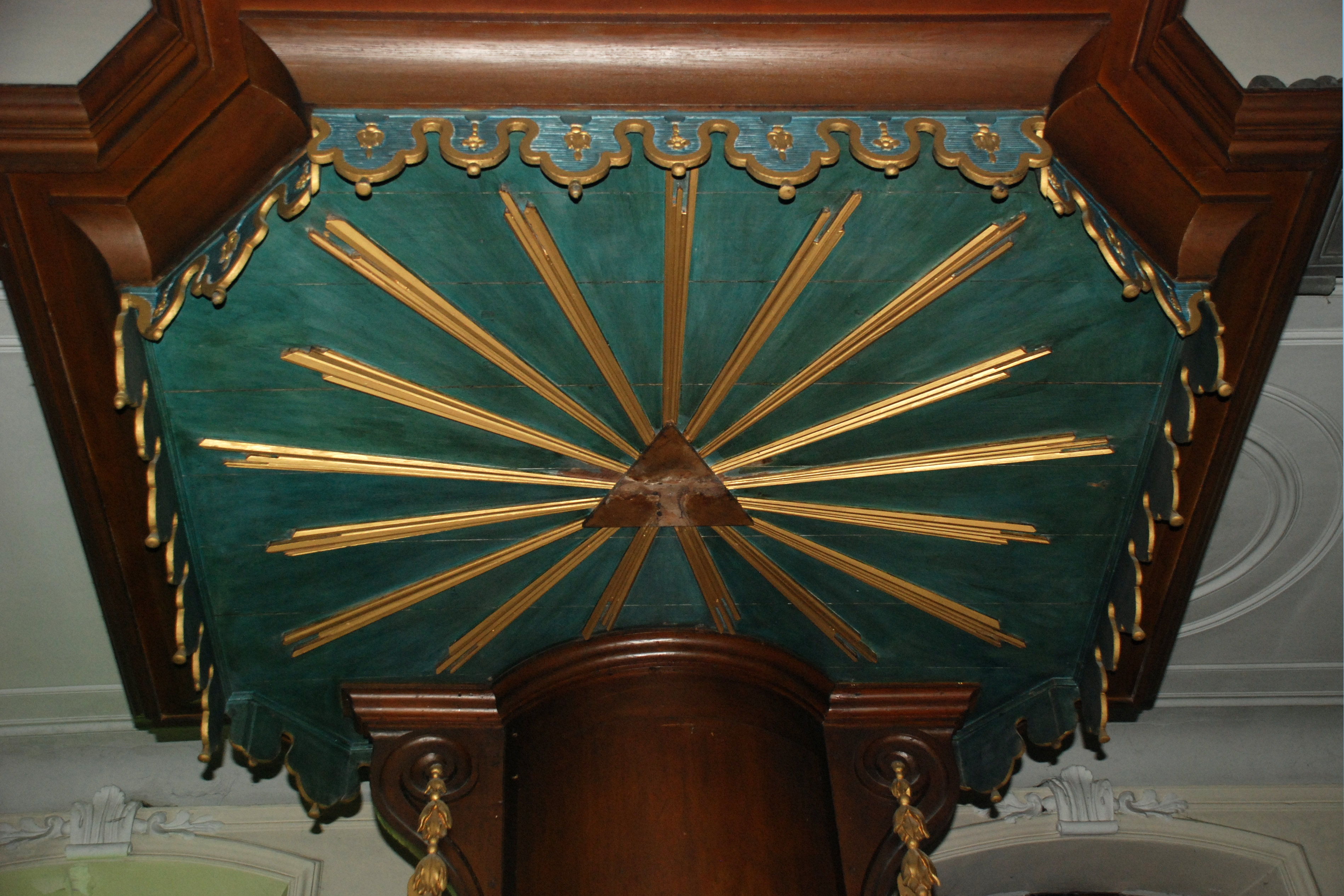
Le dais ou abat-voix de la chaire.

Au milieu de la nef, du côté droit, se dresse une chaire de vérité en chêne de style Louis XV qui provient d'une autre église, comme les lambris du chœur.
La chaire de forme carrée, adossée à une colonne et à laquelle un escalier tournant donne accès, est surmontée d'un abat-voix orné de la représentation du Saint-Esprit entouré de rayons de lumière, et cantonné de lambrequins peints en bleu et rehaussés de dorures. Sa cuve est décorée de guirlandes et de rosettes dorées ornées de feuillages ainsi que d'une très belle grappe de raisins à sa base.
|  |  |

#### Le banc en chêne

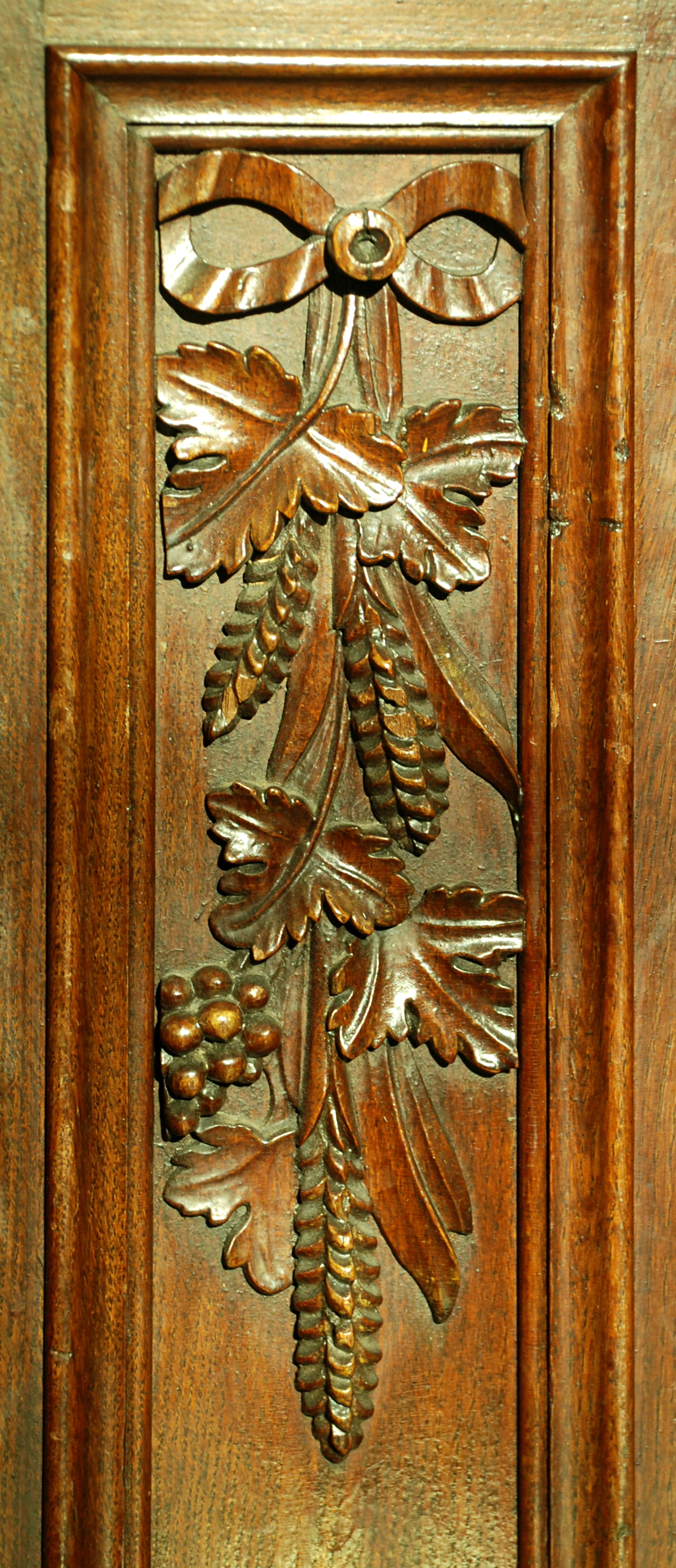
Feuilles de vigne et épis de blé.

Le fond de la nef est orné de deux bancs en chêne du XVIIe siècle (probablement les bancs de communion déplacés depuis le chœur lors de l'ajout d'un autel orienté vers les fidèles dans l'esprit du concile Vatican II). Chaque section de ces bancs présente un cartouche encadré de gerbes de blé et de sarments de vigne et orné d'un motif comme l'agneau pascal ou l'Arche d'alliance.
|  |  |  |

#### Le bénitier de 1623

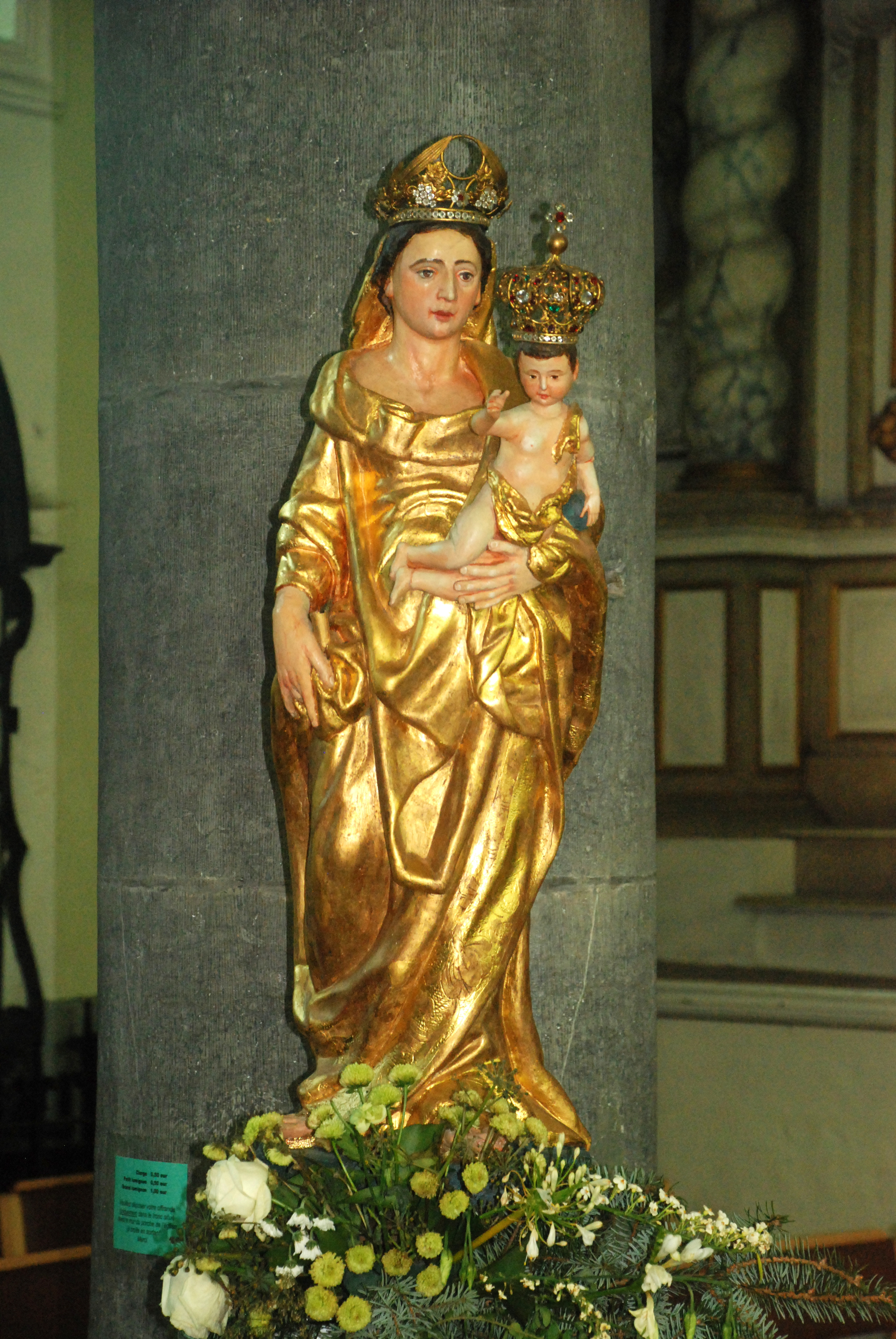
La Vierge à l'Enfant qui surmonte le bénitier.

À gauche, au pied de la dernière colonne de la nef avant le chœur se dresse un ancien bénitier en pierre bleue de 112 cm de haut, « de même style que la cuve baptismale, mais mieux dessiné » selon Pilloy-Cortvriendt.
Cet ancien bénitier, qui porte maintenant une statue de la Vierge à l'Enfant, est frappé sur sa cuve d'un écu gravé Piere Voien 1623.
|  |  |  |

#### Les orgues
Le fond de la nef est occupé par la tribune d'orgues, ornée d'une balustrade en chêne et supportée par deux colonnes en chêne aux chapiteaux composites (combinaison de chapiteau ionique et de chapiteau corinthien).
Les premières orgues de l'église furent offertes par le comte d'Auxy de Neuville en 1856 mais les orgues actuelles datent de 1928.
|  |  |

### Le chœur

#### Description générale du chœur
Le chœur comporte une seule travée de chœur et se termine par une abside à trois pans.
Aussi large et aussi haut que la nef, il en partage le plafond plat et ne possède donc pas d'arc triomphal.
Comme il possède par ailleurs le même type de fenêtres que la nef et est peint dans la même couleur crème, la transition entre la nef et le chœur est marquée plus par l'ornementation (les lambris) que par l'architecture.

#### Le maître-autel et la cuve baptismale

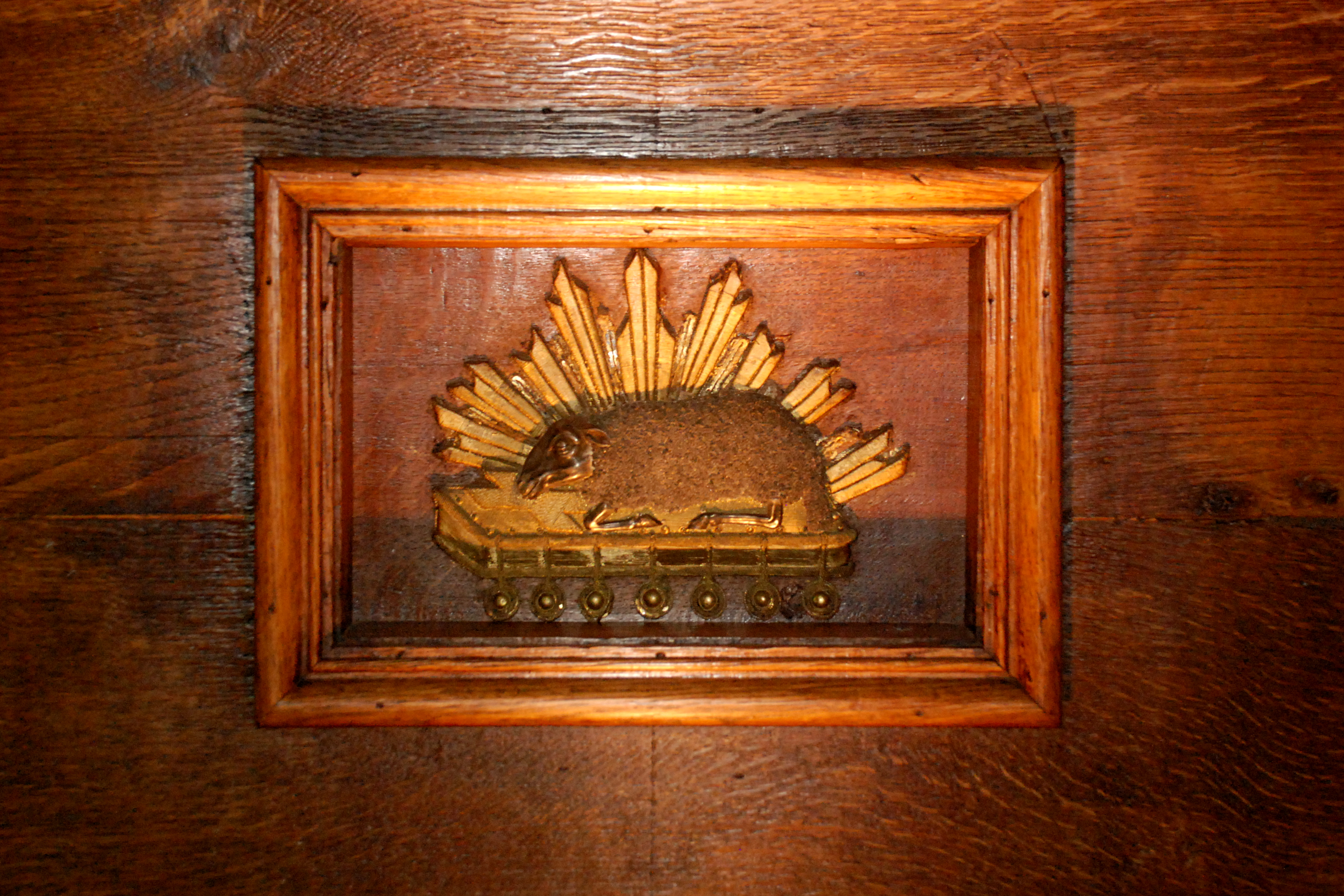
L'agneau pascal ornant l'autel moderne.

Le maître-autel date approximativement de 1750.
Réalisé en bois peint imitant le marbre (les hautes colonnes blanches qui encadrent le retable sont d'ailleurs ouvertes à l'arrière), il est composé d'une table d'autel surmontée d'un retable plat orné d'un calvaire gothique de la fin du XVIe siècle et encadrée de quatre colonnes dont les chapiteaux composites dorés supportent un large entablement sommé d'un baldaquin à volutes encadrant la statue de saint Étienne logée dans une niche surmontée du Saint-Esprit.
Le Christ de ce calvaire a les bras tendus à la verticale, presque perpendiculaires au patibulum, comme en d'autres temps le « Christ janséniste », si tant est que celui-ci ait existé.
En avant du maître-autel, au centre d'une étoile en mosaïque, se dresse la cuve baptismale en pierre bleue de 1565, recouverte d'un couvercle en laiton du XVIIIe siècle. Cette cuve baptismale se trouvait jadis dans le baptistère, au fond de l'église mais a été déplacée vers le chœur durant la seconde moitié du XXe siècle.
Face à la nef est érigé un petit autel rectangulaire orienté vers les fidèles, dans l'esprit du concile Vatican II. Cet autel en bois est orné en son centre d'un petit cartouche rectangulaire sculpté représentant l'agneau pascal.
|  |  |  |

#### Les lambris et les statues de saints

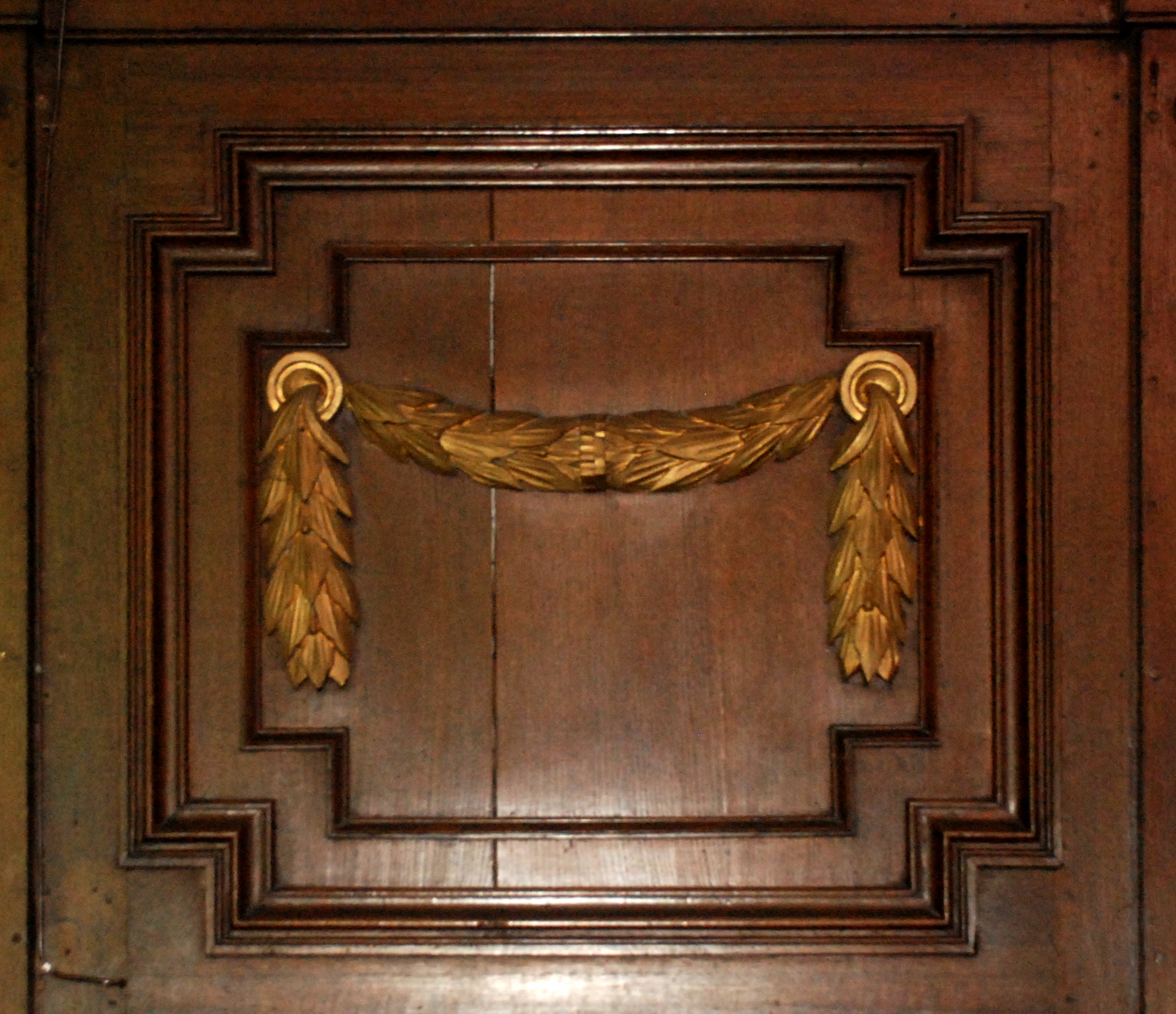
Lambris : ornement de panneau.

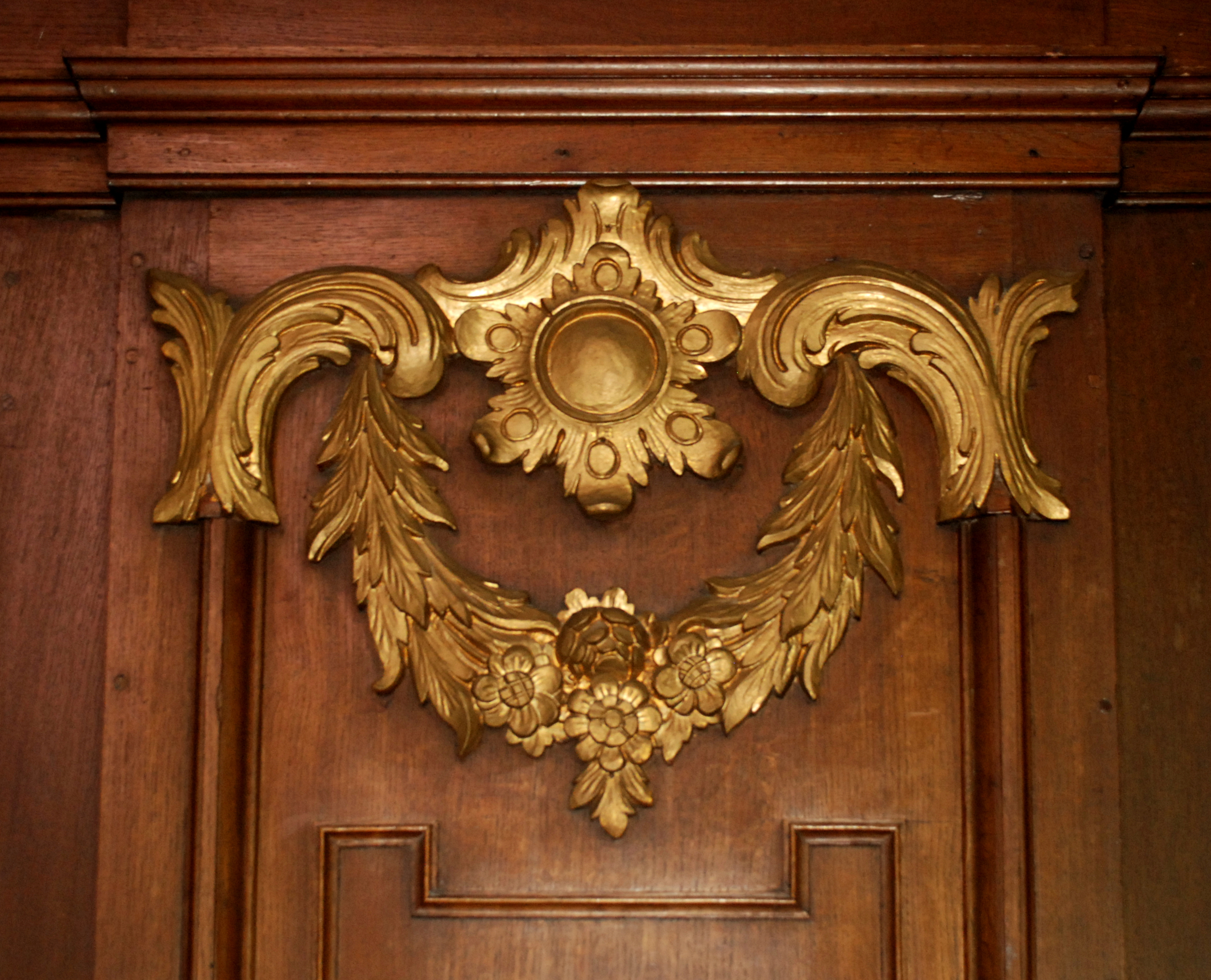
Lambris : ornement de pilastre.

Les murs du chœur sont ornés de lambris en chêne de style Louis XV, qui proviennent d'une autre église comme la chaire de vérité.
Ces lambris sont formés d'une alternance de panneaux ornés moulurés ornés de guirlandes dorées et de pilastres ornés à leur sommet d'un motif doré combinant rosette, feuilles d'acanthe et guirlandes de feuillages.
Les lambris du chœur se prolongent sur la face antérieure des pilastres toscans qui soutiennent la retombée des arcs de la nef, de part et d'autre du chœur. Ils portent à cet endroit des niches en chêne sculpté peint abritant, à gauche, une statue du XVIe siècle représentant saint Étienne, patron de l'église, et, à droite, une statue du XVIIe siècle représentant saint Éloi, patron des métallurgistes (la métallurgie ayant toujours été très présente à Court-Saint-Étienne, bien avant les usines Émile Henricot), représenté avec ses attributs, la crosse de l'évêque et le marteau du maréchal-ferrant (mais l'enclume traditionnelle manque).
|  |  |  |  |

### Les collatéraux

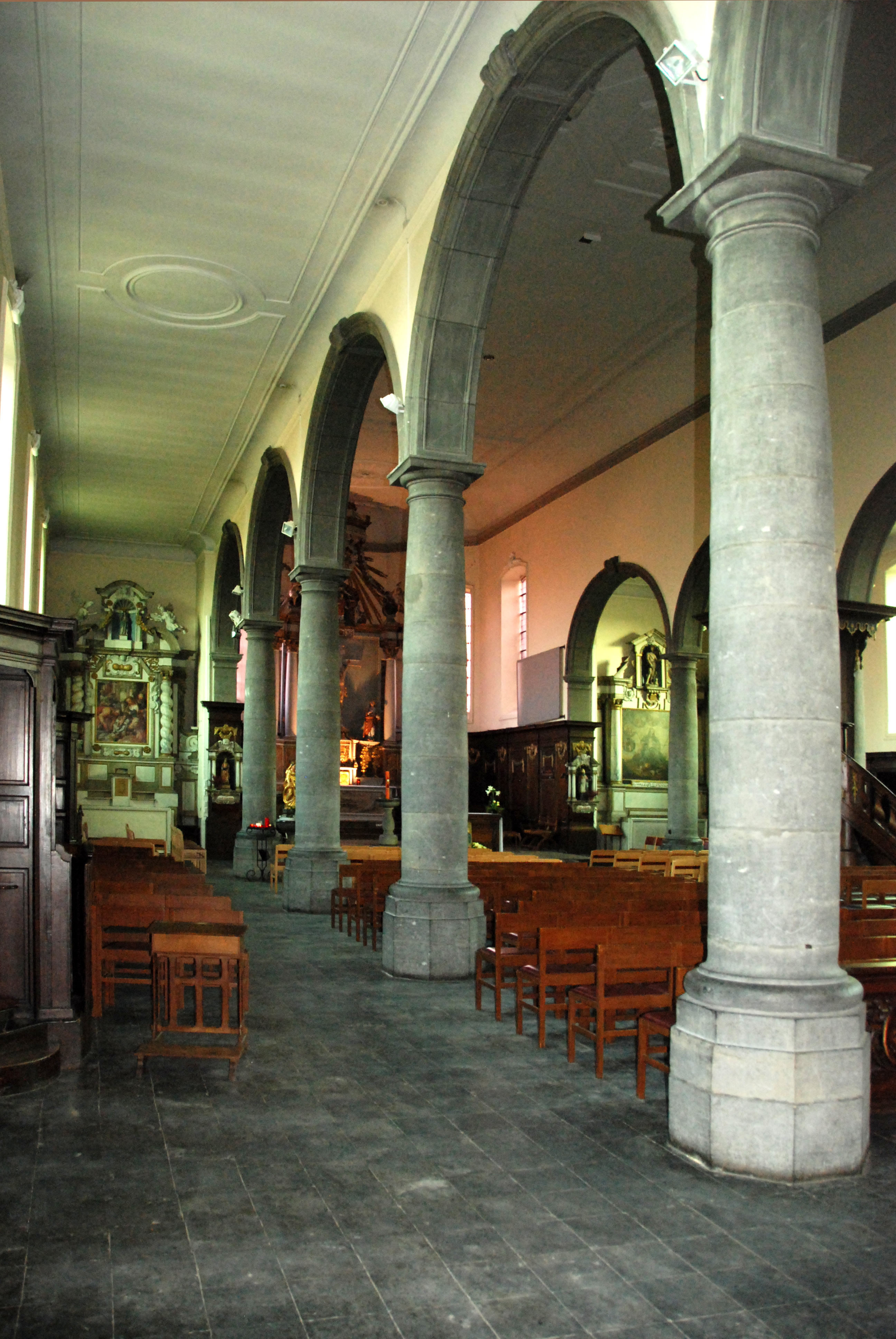
Le collatéral nord.

Les collatéraux, moins hauts que la nef, sont percés de cinq fenêtres, une par travée.
Ces fenêtres sont ornées de vitraux blancs, légèrement teintés de vert, à l'exception de celui qui se situe à droite, à hauteur de la chaire de vérité, qui est richement coloré.
Les plafonds des collatéraux sont plats comme ceux de la nef et présentent des bords légèrement arrondis qui réalisent une transition en douceur avec les murs de l'église. Ces plafonds sont délimités par des moulures en deux compartiments d'égale longueur, séparés par une moulure circulaire.

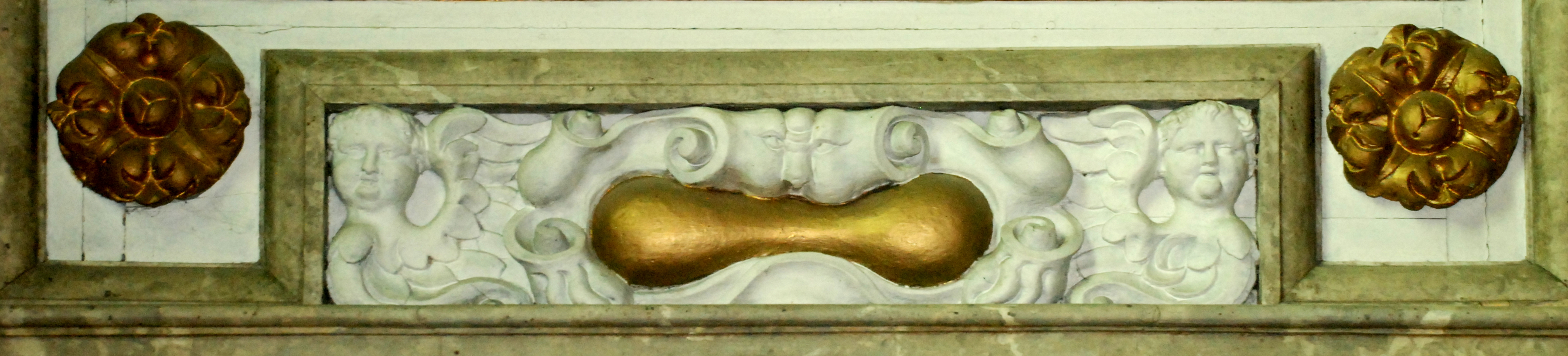
Cartouche orné de mascarons affrontés et de chérubins.

#### Les autels latéraux

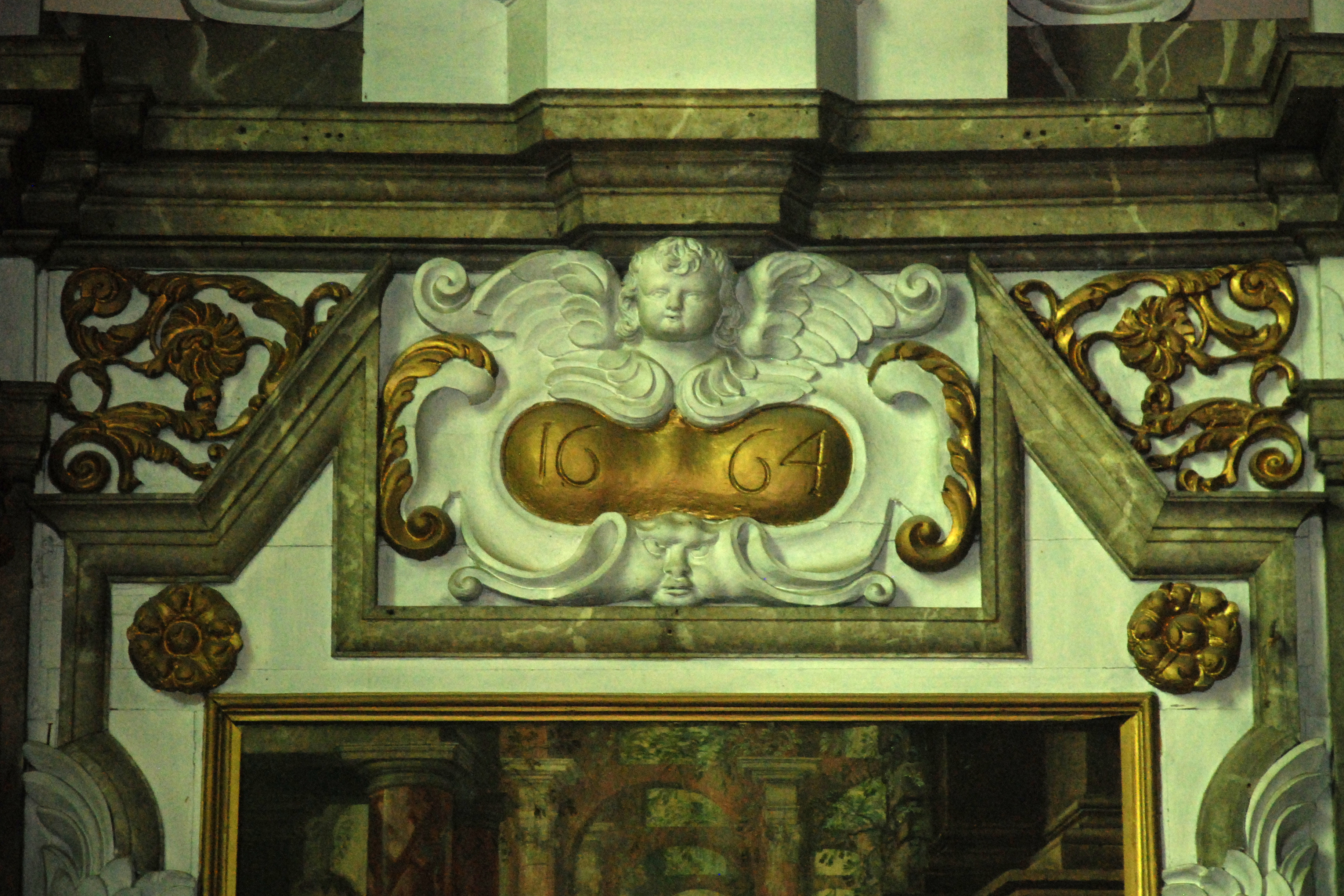
Millésime 1664.

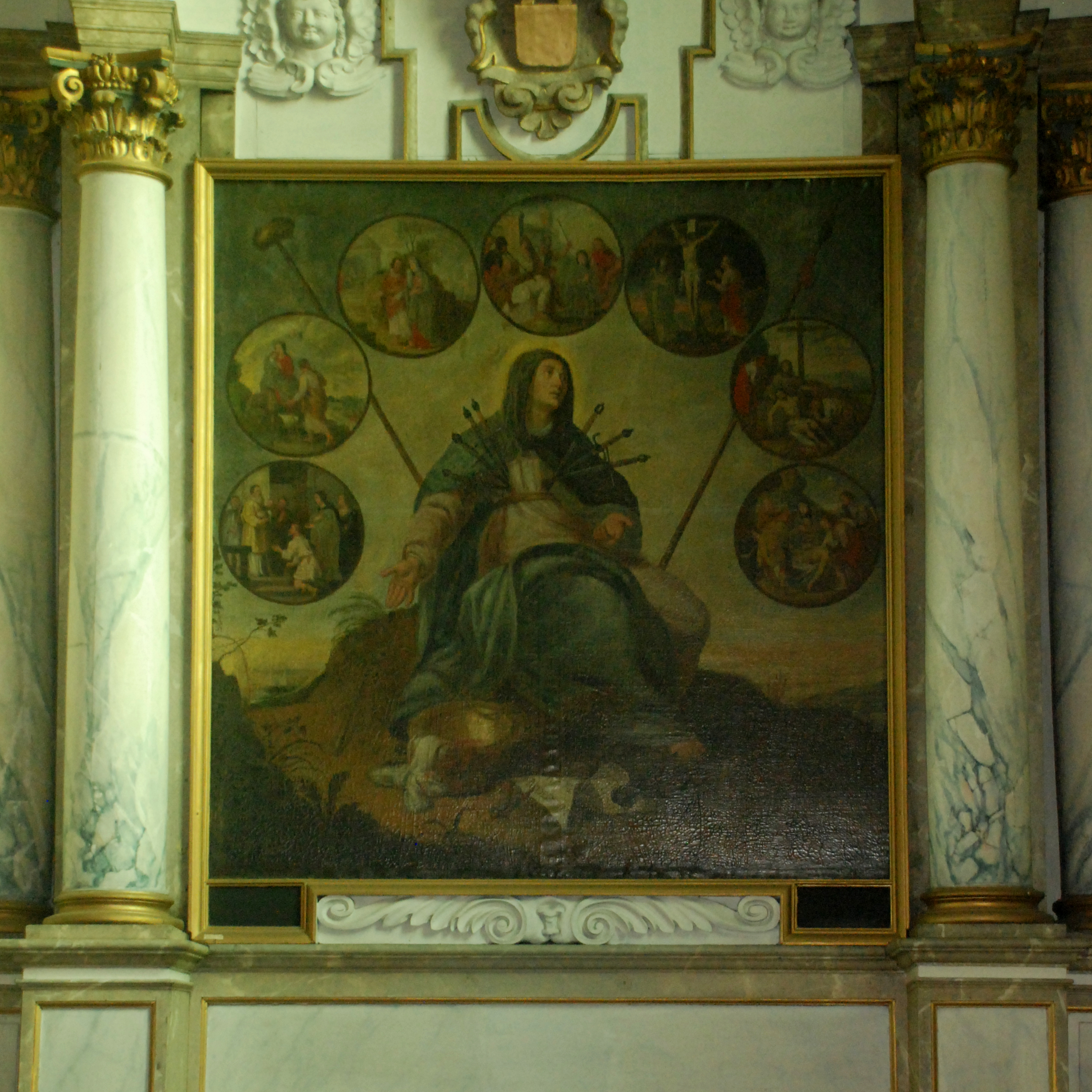
Notre-Dame des Sept Douleurs.

Chaque collatéral se termine, près du chœur, par un autel en bois peint imitant le marbre et rehaussé de dorures, comme le maître-autel.
L'autel de gauche (au nord), dédié à la Vierge, est de style baroque et daté de 1664 au-dessus du retable. Il comporte un retable plat orné d'une « Adoration des bergers » de Joachim Bueckelaer peinte sur chêne en 1565,, encadrée de deux colonnes torses et de deux pilastres dont les chapiteaux composites dorés supportent un large entablement sommé d'un fronton courbe brisé enserrant une niche dans laquelle est logée une statue de la Vierge.
Le tableau est entouré de rosettes dorées et surmonté d'un cartouche portant le millésime de 1664 et orné d'un mascaron et d'un chérubin. Sous le tableau, un cartouche plus petit est orné de deux mascarons affrontés, flanqués latéralement de deux chérubins.
L'autel de droite (au sud), dédié au Sacré-Cœur, est d'un style plus classique. Son retable est orné d'un tableau d'origine flamande du milieu du XVIIe siècle représentant Notre-Dame des Sept Douleurs. Ce tableau, figurant la Vierge percée de sept glaives et entourée de sept médaillons, est entouré de quatre colonnes imitant le marbre veiné, aux chapiteaux dorés de style composite. La composition est couronnée par un fronton brisé dans lequel une niche abrite la statue de saint Roch, représenté avec son chien.
La table de chacun des autels est ornée en son centre d'une plaque de marbre noir frappée de cinq croix pattées.
|  |  |  |

#### L'enfeu baroque de Louis de Provins

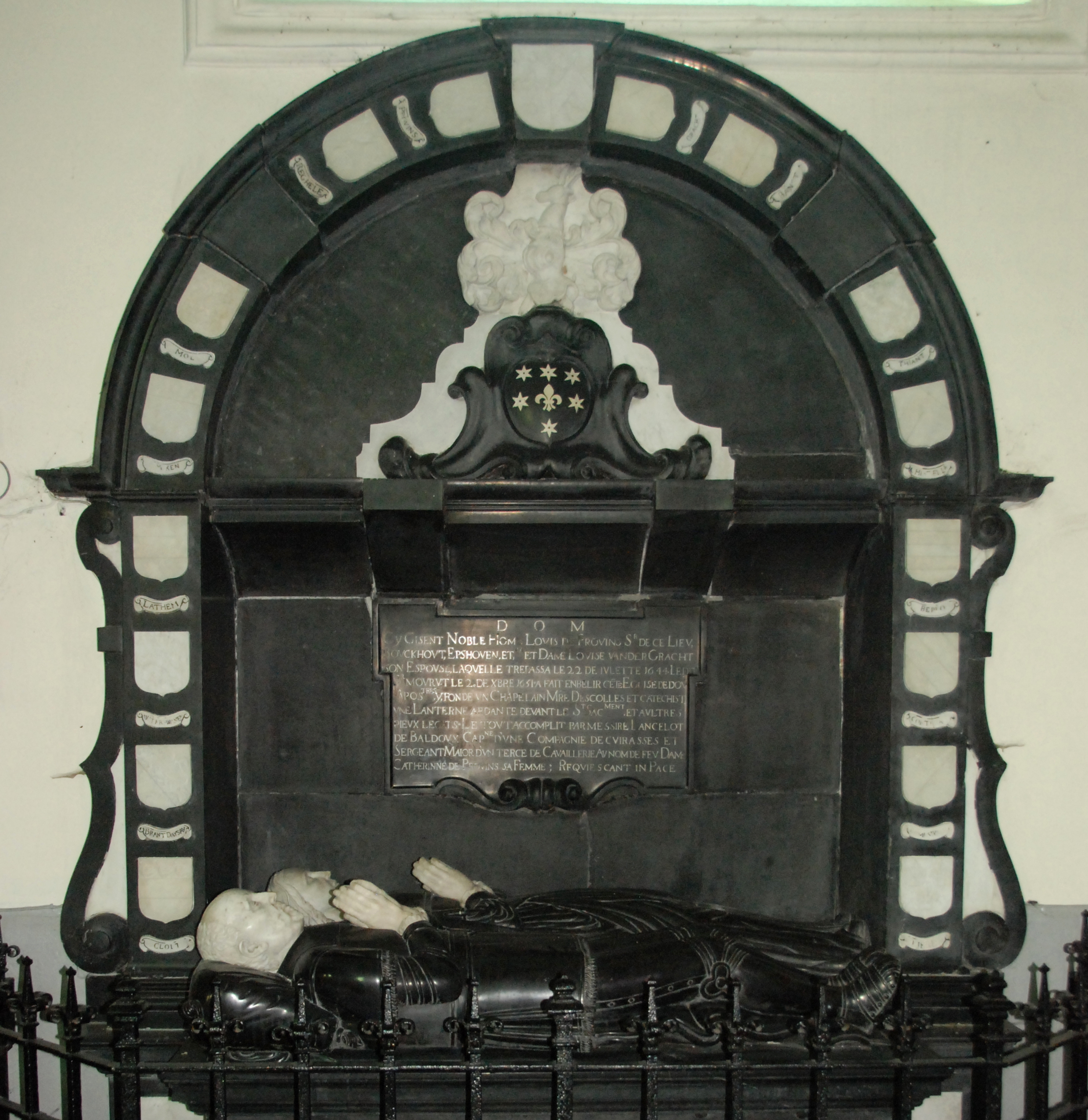
L'enfeu de Louis de Provins.

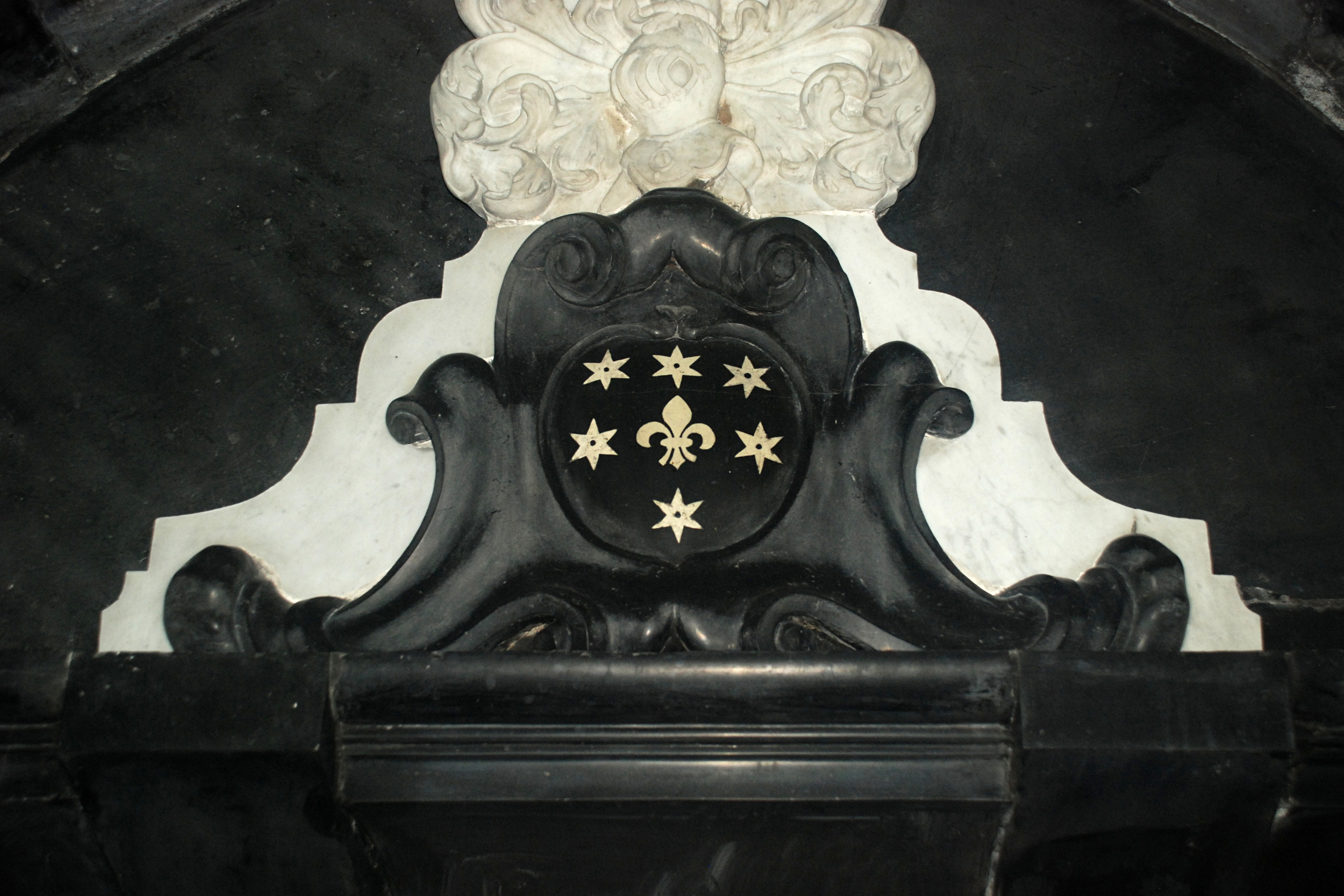
L'écu de la famille de Provins.

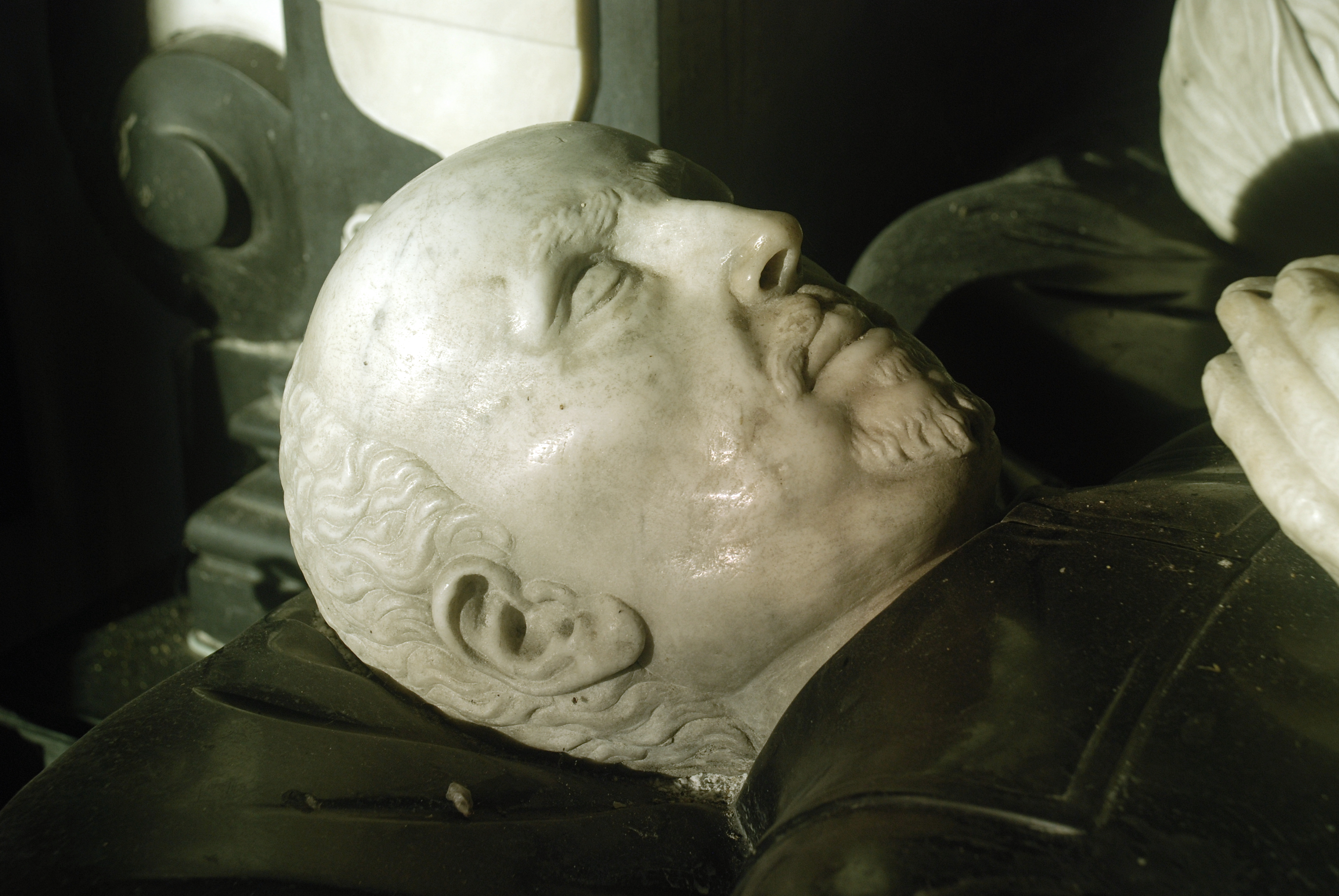
Louis de Provins.

Le collatéral nord abrite l'enfeu baroque en marbre de Louis de Provins, seigneur  de Court-Saint-Étienne de 1619 à 1632, mort en 1651, et de son épouse Louise Vander Gracht, morte en 1644.
Ce gisant, un des plus beaux de Belgique, fut élevé à leur mémoire en 1652 par le capitaine Lancelot de Baldoux, époux de Catherine de Provins.
Le monument est constitué d'un sarcophage sur lequel reposent les deux gisants en relief, dont les têtes et les mains sont en marbre blanc et le reste en marbre alabandique, un marbre noir originaire d'Alabanda en Anatolie.
Les gisants sont surmontés d'un cartouche portant l'épitaphe suivante :

« d o m

Cy Gisent Noble Homme Louis de Provins, Sr de ce Lieu,
 
Bouckout, Epshoven, etca et Dame Louise vander Gracht

Son Espouse laquelle trepassa le 22 de iulette 1644. Ledit

Sr mourut le 2 de xbre 1651. a fait enbelir cette Église de douze

Apostres, y fondé un Chapelain Maître Descolles et Catechist,

Une Chapelle ardante devant le St Sacment, et aultres

pieux legats. Le tout accomplit par messire Lancelot

de Baldoux Capne d'une Compagnie de cuirasses et

Sergeant Maior d'un Terce de Cavaillerie au nom de feu Dame

Catherinne de Provins sa Femme ; Requiescant in Pace »

Ce cartouche est flanqué de deux pilastres cantonnés de volutes de marbre noir supportant un élégant entablement de marbre noir et un grand arc cintré dont le tympan est frappé d'un cartouche enserrant l'écu de la famille de Provins, surmonté d'un heaume en marbre blanc, d'un cimier constitué d'une tête de cerf et de lambrequins.
Les pilastres et l'arcade sont ornés de 17 écussons en marbre blanc portant les quartiers de noblesse de la famille, :
- Le sommet de l'arcade est orné du blason Provins-Gracht ;
- La partie gauche de l'arcade et le pilastre qui la soutient portent les blasons des huit branches de la famille de Louis de Provins, la branche aînée en haut et la branche cadette en bas, soit dans l'ordre de haut en bas : Provins, Reghele, Mol, Eycken, Lathem, Wyterswanen, Brant Daysau (Brant D'Ayseau[P 11]) et enfin Cloet ;
- À droite sont présentées de façon semblable les huit branches de la famille de Louise Vander Gracht : Gracht, Banst, Thiant, Ghistelle, Berlo, Cortebach, Remeswale, Liere.

Le monument a été restauré en 1898 par les frères Temperman, sculpteurs, sur décision du conseil communal.
|  |  |  |

#### Les pierres tombales

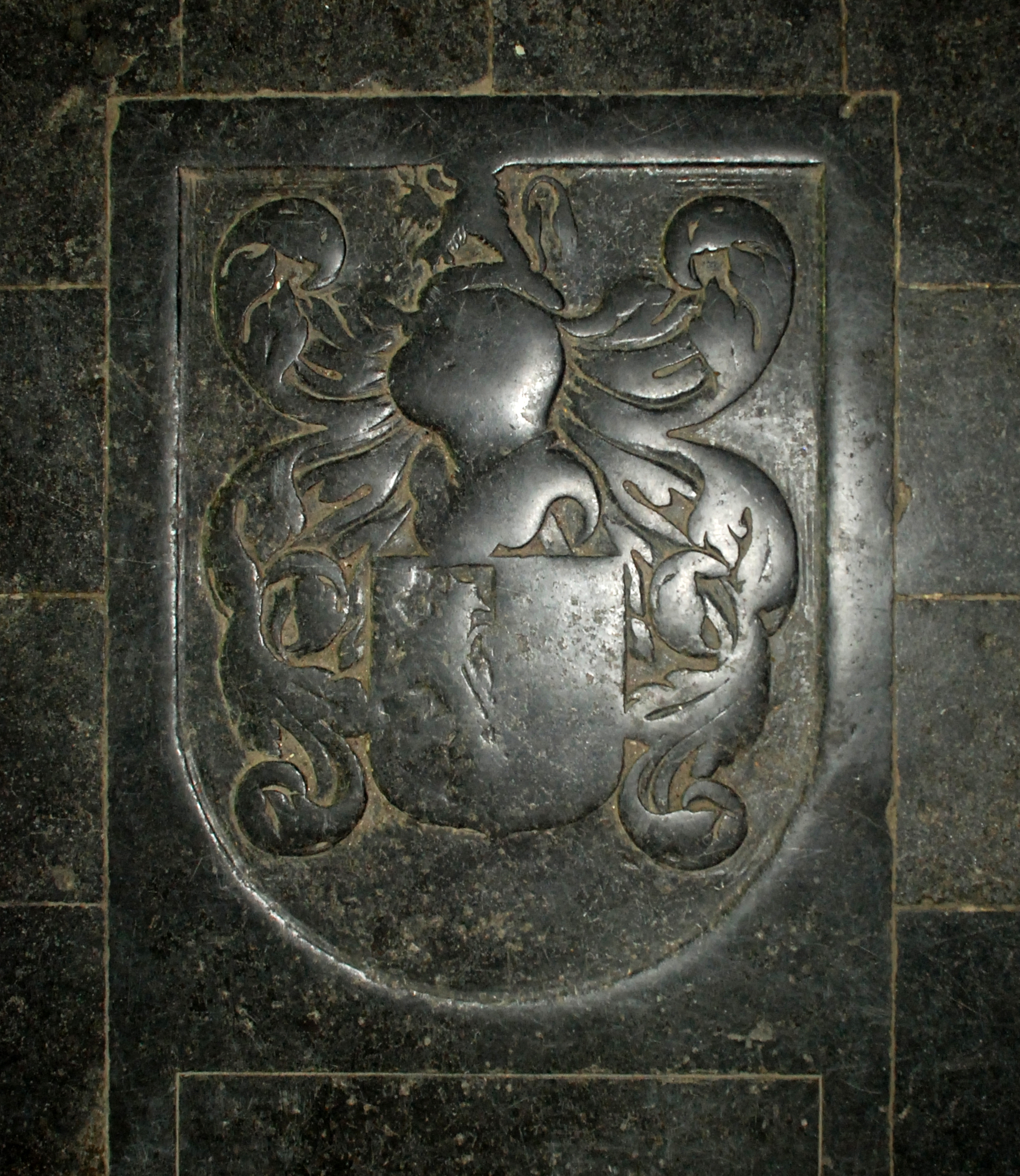
Dalle funéraire figurant un blason surmonté d'un heaume, d'un cimier en forme de lion et de lambrequins.

Devant l'enfeu de Louis de Provins, on trouve dans le dallage du collatéral gauche la pierre tombale Brant de Grobbedo ainsi que celle de Lancelot de Baldoux et de sa femme Catherine de Provins, presque illisible.
Lancelot de Baldoux, beau-frère de Louis de Provins, fut chef d'escadron et gouverneur de la ville de Tournai.

« Cy gist Lancelot de Baldoux
 
Qui fut capitaine d'une

Compagnie de cuirassers
 
Sergeant major d'un terce
 
De cavaillerie Lieutenan

Gouverneur des villes et

Châteaux de Tournay et Dame

Catharina de Provins son épouse

Qui trépassa le 29 avril

1657 et

Le dit seigneur trépassa XXIV

D'octob. 1681

Requiescat in Pace »

#### Les tableaux

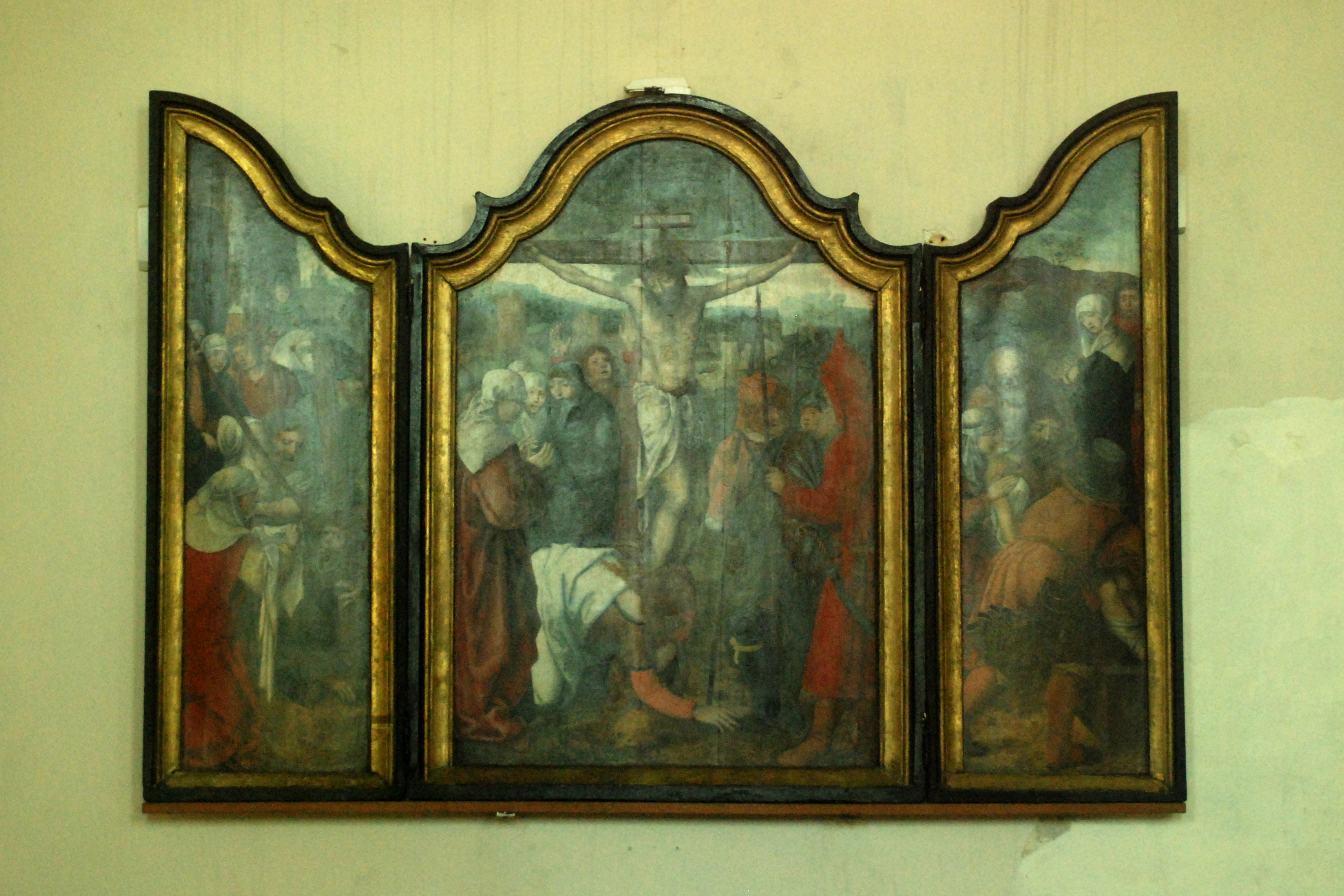
Triptyque de la Passion.

Le collatéral droit contient le « triptyque de la Passion », une peinture sur bois gothique datée du premier tiers du XVIe siècle.
Ce triptyque, offert à la paroisse par le comte d'Auxy vers 1850, représente au centre le Christ en croix sur le Golgotha, sur le volet gauche le portement de la croix et sur le volet droit la descente de la croix et la mise au tombeau. On y décèle l'influence de gravures de Dürer datées de 1509 et 1512 mais les caractéristiques stylistiques rattachent cette œuvre à l'école brugeoise du XVIe siècle, avec peut-être des influences de la première Renaissance représentée à Bruges par les ateliers brugeois d'Ambrosius Benson et Adrien Ysenbrandt, et pourrait donc être datée de 1540 environ.
En face, le collatéral gauche abrite une nativité baroque très sombre et peu lisible, de l'atelier de Jacopo Bassano.

### La châsse de saint Étienne

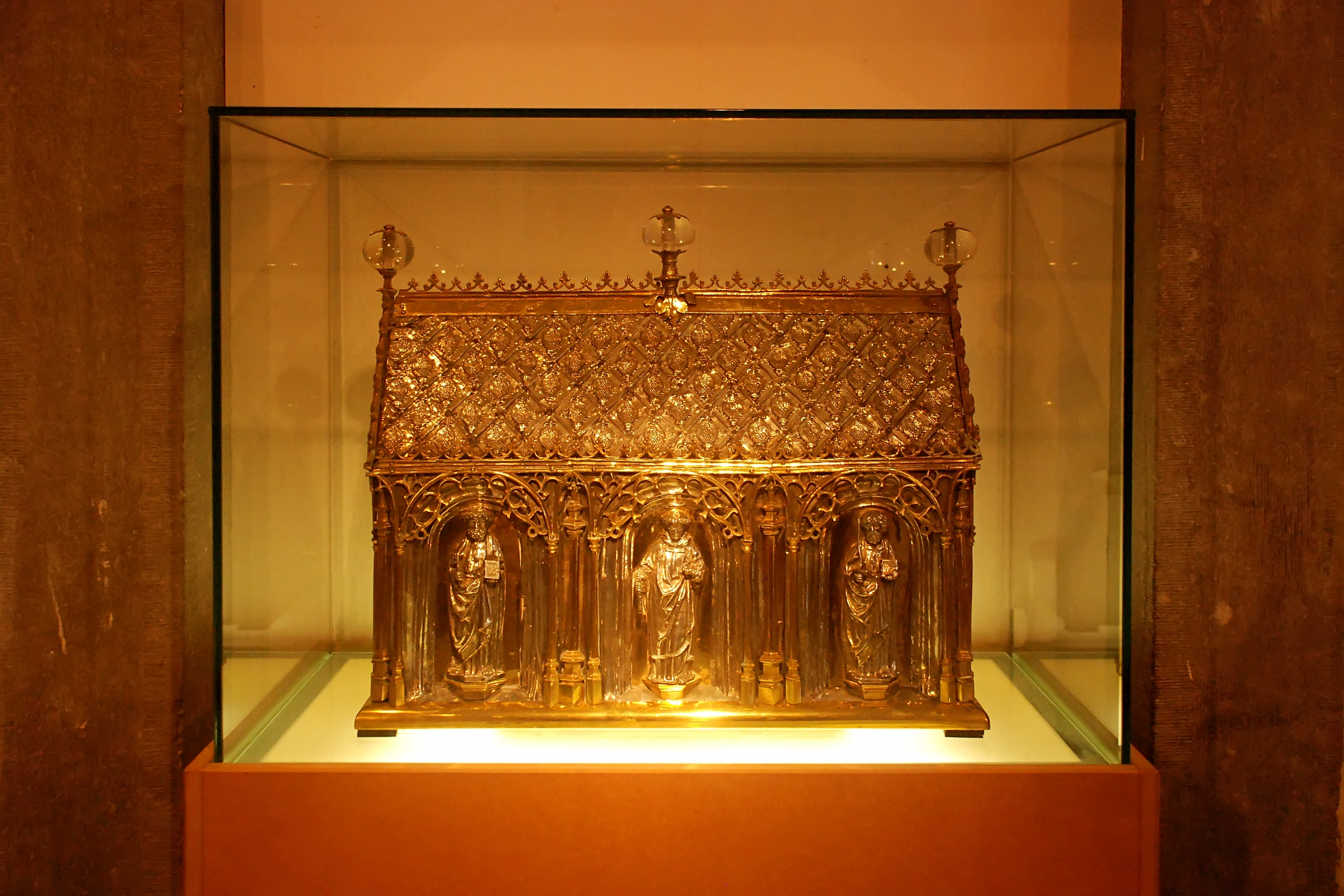
La châsse de saint Étienne.

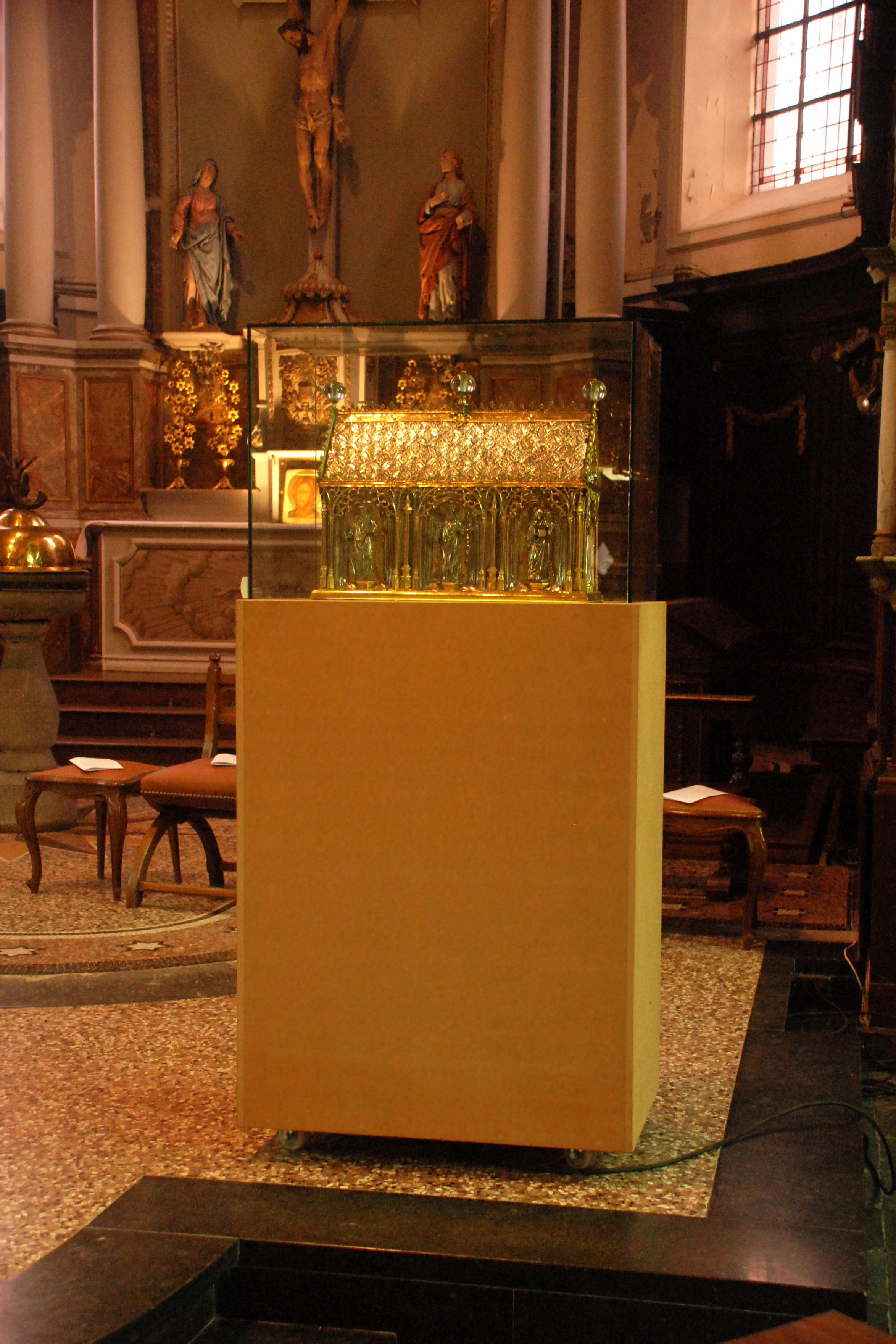
La châsse exposée dans le chœur durant la messe du 26 décembre, jour de la fête de saint Étienne.

#### Historique de la châsse
La sacristie abrite la remarquable châsse gothique de saint Étienne qui renferme les restes du saint.
La châsse comporte des éléments de trois périodes différentes :
- les boules de cristal sont d'époque romane ;
- les statuettes en argent datent du XVe siècle ;
- la structure en laiton et cuivre dorée, enfin, date du XVIe siècle.

Le 19 octobre 1568, au début de la Guerre de Quatre-Vingts Ans provoquée par la révolte des Pays-Bas septentrionaux contre le royaume d'Espagne, le curé Olivier Le Chesnes cache la châsse et les vases précieux de l'église dans les bois de Hassoit par crainte des calvinistes,.
À l'initiative du curé Jacques-François Dusaussoy, la châsse (ou du moins sa partie en argent massif) fut à nouveau enterrée en 1794 lors de l'arrivée des Français et déterrée en 1806,. Les reliques furent alors transférées du vieux coffre de bois dans un nouveau.
La chasse est exposée chaque année dans le chœur, à côté de l'autel, à l'occasion de la fête de saint Étienne, saint patron de l'église, le 26 décembre.

#### Description de la châsse
Tarlier et Wauters (dans L'histoire de communes, p.134, citée par Paul Pilloy-Cortvriendt) décrivent ainsi la châsse de saint Étienne :

« Cette châsse a la forme d'un édicule de 59 cm de long sur 27 de largeur et 40 de hauteur.
Elle est ornée d'une niche à chaque extrémité et de trois niches à chaque face latérale.
À l'un des bouts se voit saint Étienne surmonté au pignon de Dieu le Père, à l'autre extrémité est une croix reliquaire avec les instruments de la passion et l'inscription « INRI, de la vraie croix de Dieu ».
À l'une des faces latérales sont placés saint Paul, saint Étienne et saint Pierre; à l'autre saint Laurent, saint Étienne et sainte Getrude.
Les statuettes, les archivoltes et le toit sont en argent. La crête, les remparts à croches, le réseau des arcades et les colonnettes sont en cuivre doré. »

Paul Pilloy-Cortvriendt fait cependant remarquer que c'est le Christ et non Dieu le Père qui surmonte saint Étienne, sur un des pignons de la châsse.
La châsse contient un coffre à quatre compartiments dans lequel on trouve un reliquaire circulaire en argent, deux parchemins et deux lettres.
Elle enferme plusieurs documents :
- acte de donation, en 1604, des reliques de saint Pierre, saint Laurent, sainte Gertrude, sainte Tecle et d'un morceau de la Croix, par Henri de Coster au seigneur de Court-Saint-Étienne, Charles de Laethem ;
- contenu des indulgences accordées aux visiteurs des reliques ;
- acte de transfert des reliques du vieux coffre de bois de la châsse dans un nouveau, à la suite de sa mise en terre en 1794 lors de l'arrivée des Français et à son déterrement en 1806 ;
- actes d'authentification des reliques de saint Étienne, de 1895 et de 1906.

## La cure

### Historique de la cure

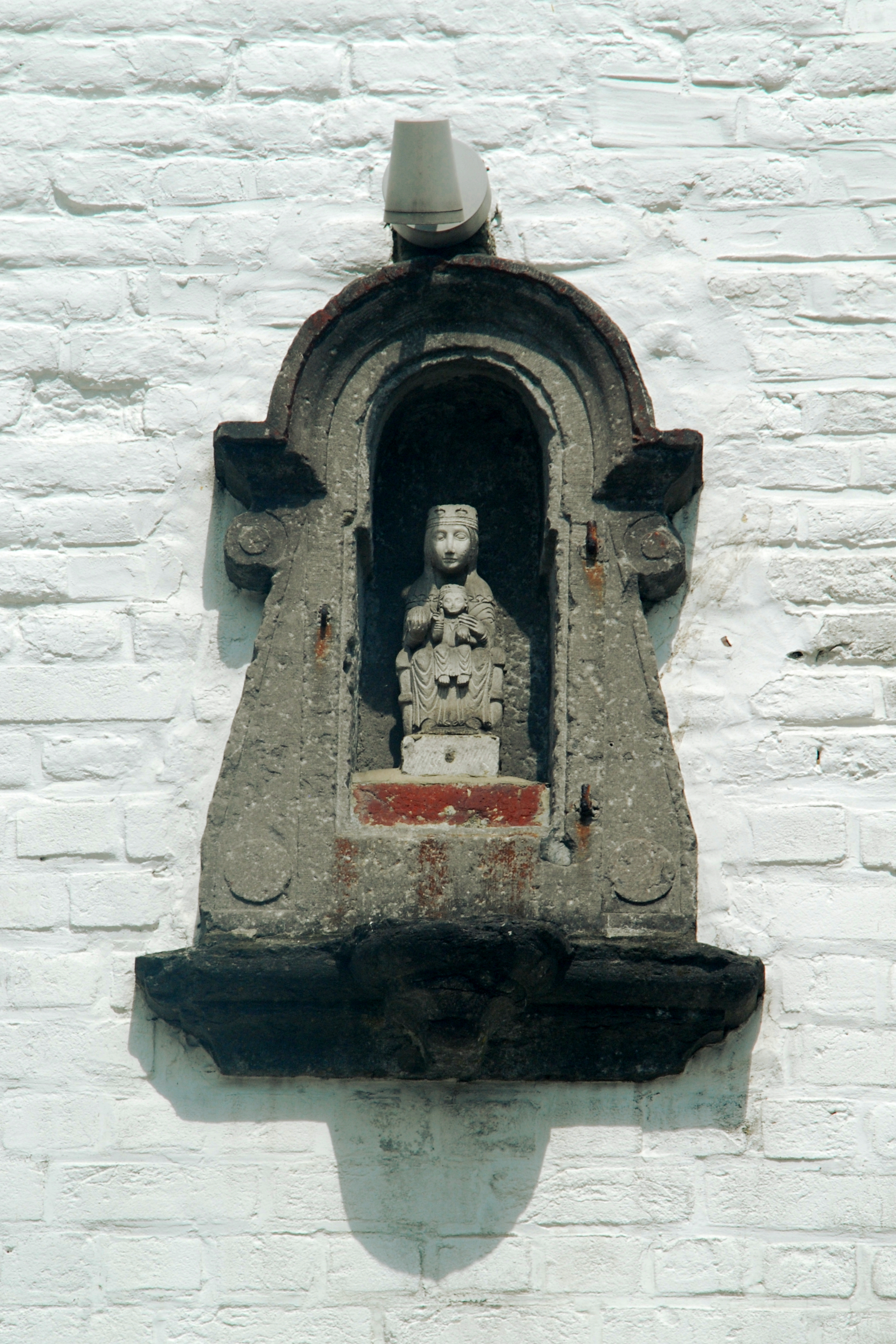
Sedes sapientiae.

À gauche de l'entrée de l'église se dresse la cure, qui est un ancien bâtiment avec grange, étables et brasserie.
La cure fut incendiée en 1584 par les protestants évoqués plus haut. Elle fut à nouveau incendiée en 1680, par accident cette fois : la cure, la grange, les deux étables et le coin brasserie furent rebâtis grâce aux cotisations des habitants du village.
En 1753, on supprime les étables et la grange et on ajoute un étage au bâtiment de la cure, construit avec les matériaux de la grange.

### Description de la cure
Ce modeste édifice de plan rectangulaire présente une maçonnerie de briques peintes à la chaux de couleur blanche, sauf la base des murs, peinte en noir sur une hauteur d'une dizaine de briques selon une tradition répandue dans les zones rurales du Brabant wallon.
Cette cure de deux niveaux et cinq travées est percée de baies à linteau bombé au rez-de-chaussée et de baies rectangulaires à l'étage, à l'encadrement de pierre bleue (petit granit). La façade, agrémentée de nombreuses ancres de façade, est percée dans sa partie haute de trous de boulin (trous destinés à ancrer les échafaudages), aujourd'hui rebouchés.
À gauche de la cure se dressent les anciennes étables, un bâtiment à toiture à quatre pans dont la façade est rythmée par trois grandes arcades cintrées percées chacune d'une porte à encadrement de pierre bleue. La façade arrière de cette annexe, le long de la rue, est cantonnée de chaînages d'angle en pierre bleue et ornée d'une niche abritant une Sedes sapientiae de style roman. Cette niche et cette Vierge n'apparaissent cependant pas sur les photos anciennes (voir ci-dessous) : elles y ont donc été installées dans le courant du XXe siècle.
|  |  |

## L'ancien cimetière paroissial
Durant l'ère chrétienne, les cimetières s'implantent autour des églises : il est cependant impossible de déterminer à quelle époque exacte le cimetière paroissial s'est formé autour de l'église Saint-Étienne.
Le cimetière paroissial qui entoure l'église est resté en place jusqu'à la fin du XIXe siècle : il est remplacé le 10 juillet 1885 par le cimetière communal de Court-Saint-Étienne, appelé « cimetière du Centre ».
Aujourd'hui désaffecté, cet ancien champ de repos d'une surface de sept ares conserve encore quelques beaux vestiges : on épinglera une haute dalle funéraire scellée dans la façade principale dédiée au curé Dusaussoy, à gauche du portail, deux dalles funéraires scellées dans le mur sud de l'église (la dalle du marguillier Philippe Robert et le monument du curé Jacques Mormal) ainsi que, à gauche du portail, le monument funéraire de la famille Liboutton.
Le mur d'enceinte de l'ancien cimetière paroissial est également protégé par le classement de 1989.

### La dalle funéraire du marguillier Philippe Robert

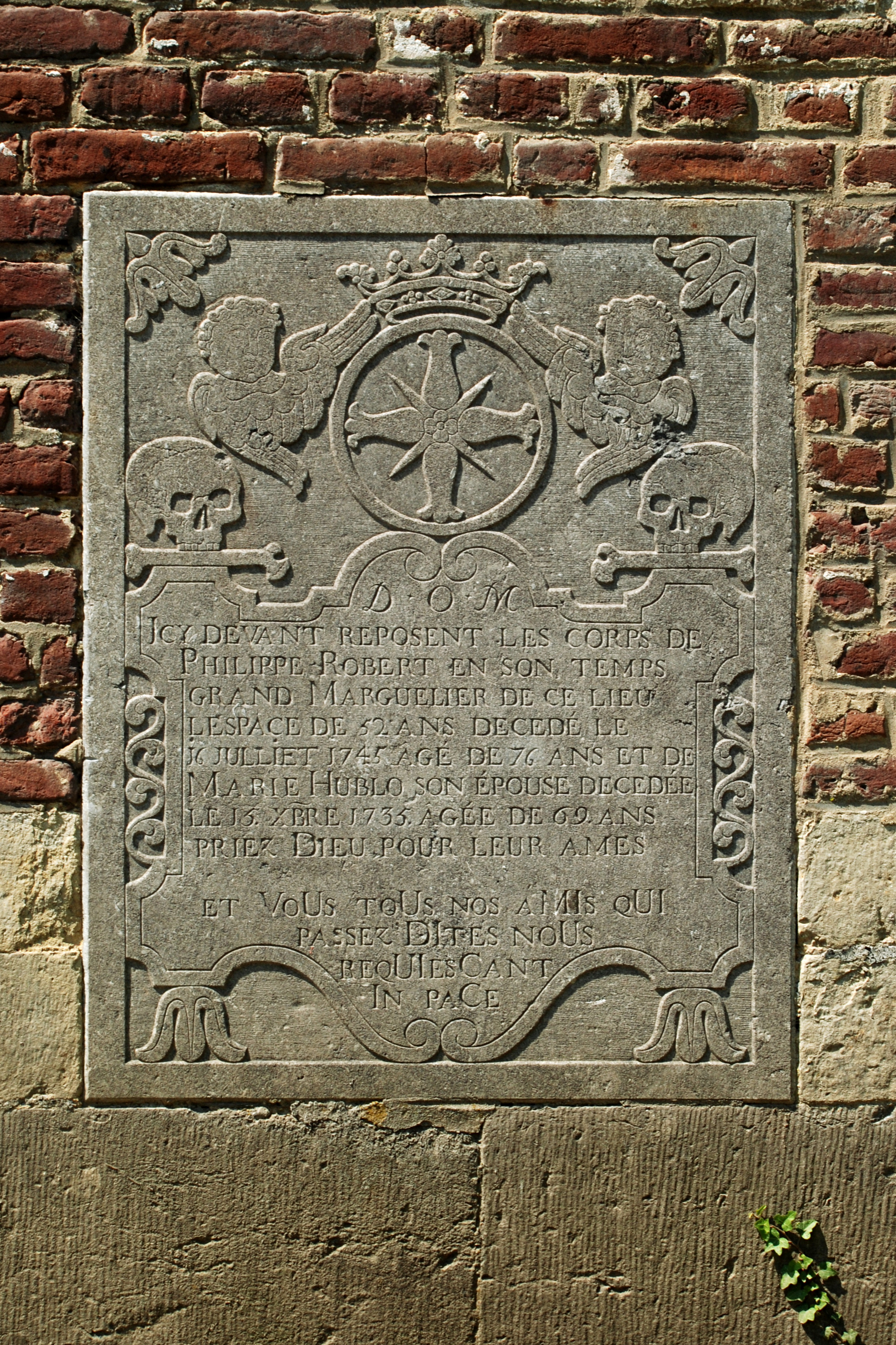
Le monument
du marguillier Philippe Robert.

La dalle funéraire de Philippe Robert (1669-1745), marguillier de l'église au XVIIIe siècle (membre du conseil de fabrique chargé d'administrer les biens de la paroisse), se termine par un chronogramme qui compose le millésime de 1735, année du décès de son épouse Marie Hublo :

« Icy devant reposent le corps de
 
Philippe Robert en son temps

Grand marguelier de ce lieu

L'espace de 52 ans décédé le

16 julliet [sic] 1745 agé de 76 ans et de

Marie Hublo son épouse décédée

Le 13 Xbre 1735 âgée de 69 ans

Priez Dieu pour leurs âmes

et VoUs toUs nos aMIs qUI

passez DItes noUs

reqUIesCant

In paCe »

### Le monument du curé Jacques Mormal

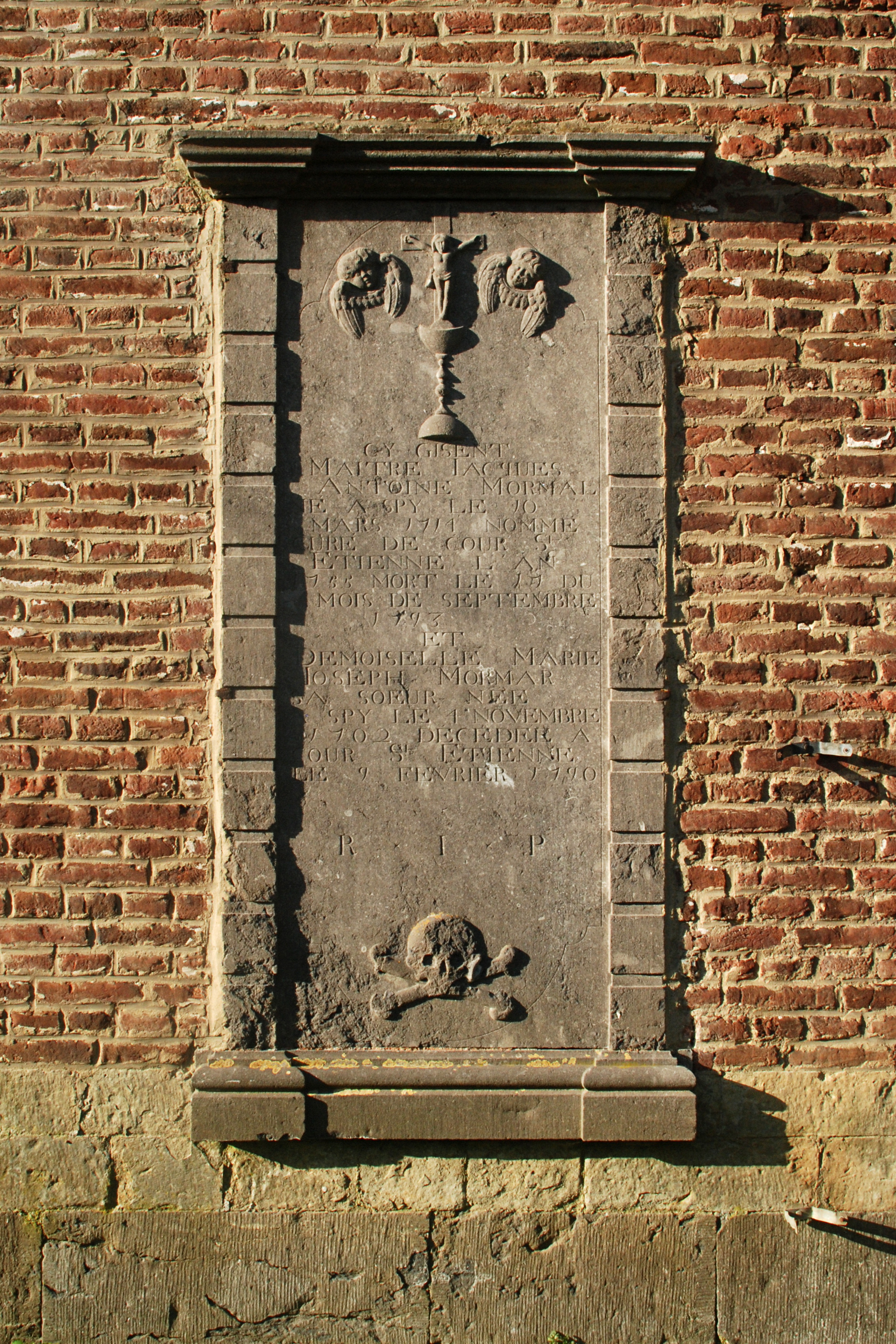
Le monument
du curé Jacques Mormal.

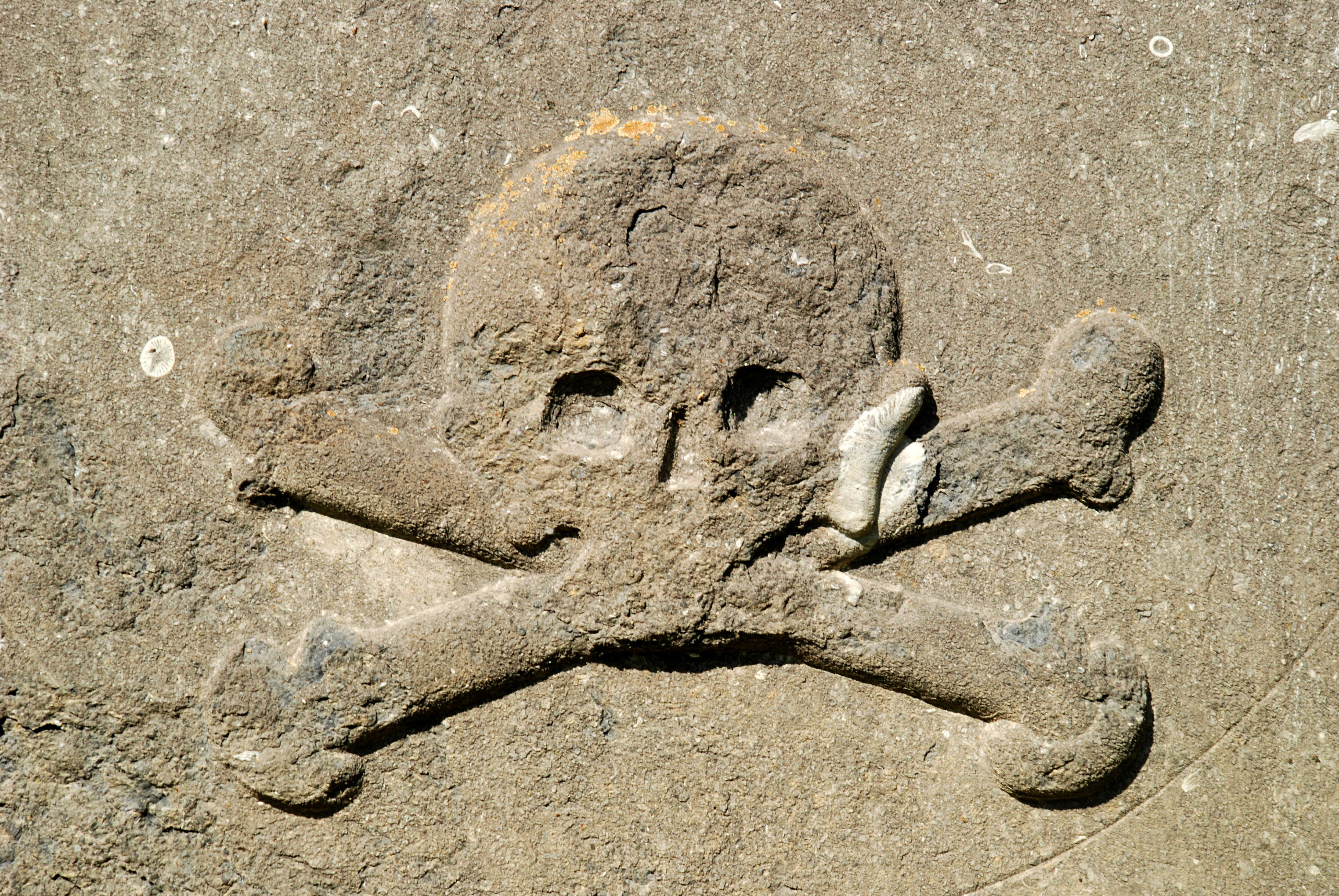
Tête de mort.

Plus ambitieux, le monument du curé Jacques Mormal (1714-1793), réalisé en pierre bleue (petit granit), est composé de trois parties : un support mouluré, une dalle sculptée et un entablement.
Cantonnée de pilastres à bossages, la dalle proprement dite porte de haut en bas :
- un bas-relief figurant un calice surmonté d'un crucifix entouré de deux angelots ;
- une épitaphe ;
- un bas-relief représentant un crâne et des ossements, surmontés de la mention « R.I.P. ».

L'épitaphe se lit, :

« Cy gisent
 
Maître Jacques

Antoine Mormal

Né à Spy le 10

Mars 1714 nommé

Curé de Cour St

Etienne l'an

1755 mort le 17 du

Mois de septembre

1793

Et

Demoiselle Marie

Marie Joseph Mormar

Sa sœur née

A Spy le 4 novembre

1702 décédée à

Cour St Etienne

Le 9 février 1790

R.I.P. »

### La dalle tumulaire du curé Dusausoy

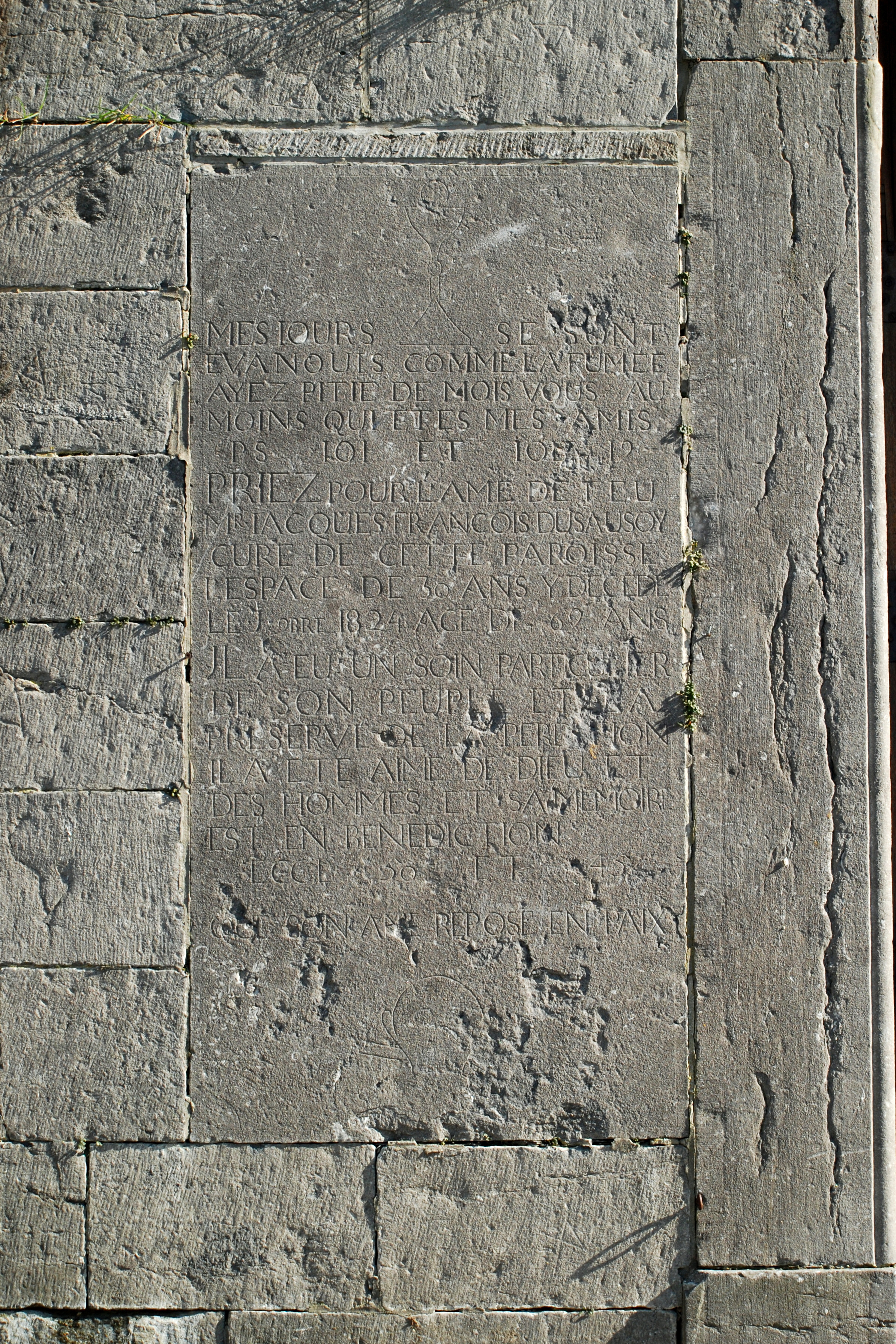
Dalle funéraire du curé Jacques-François Dusausoy (1756-1824) à gauche du portail d'entrée.

Sur la gauche du portail principal est enchâssée une dalle qui commémore la vie de Jacques-François Dusausoy (1756-1824), curé de 1794 à 1824. Durant son service de trente ans, ce curé protégea notamment la châsse de saint Étienne de la destruction, transféra les reliques dans un nouveau coffre à la suite du pourrissement du premier durant son deuxième ensevelissement temporaire (entre 1794 et 1806) et rédigea sur parchemin le transfert des reliques.
Sur la dalle on lit l'inscription suivante :

« Mes jours se sont

évanouis comme fumée

ayez pitié de moi vous au

moins qui êtes mes amis

Ps 101 et Job 19

Priez pour l'âme de feu

Mr Jacques François Dusausoy

cure de cette paroisse

l'espace de 30 ans y décédé

le I 9bre 1824 age de 69 ans

Il a eu un soin particulier

de son peuple et la

preserve de la perdition

il a ete aimé de Dieu et

des hommes et sa mémoire

est en bénédiction

Eccl 50 et 45

que son ame repose en paix »

Ce texte contient des citations extraites du psaume 101 (Mes jours se sont évanouis comme la fumée), du livre de Job chapitre 19 (Ayez pitié de moi, vous au moins qui êtes mes amis) et du livre de l'Ecclésiastique (Eccl. 50,4 Il prit soin de son peuple et Eccl. 45,1 Sa mémoire est en bénédiction).

### Le monument de la famille Liboutton

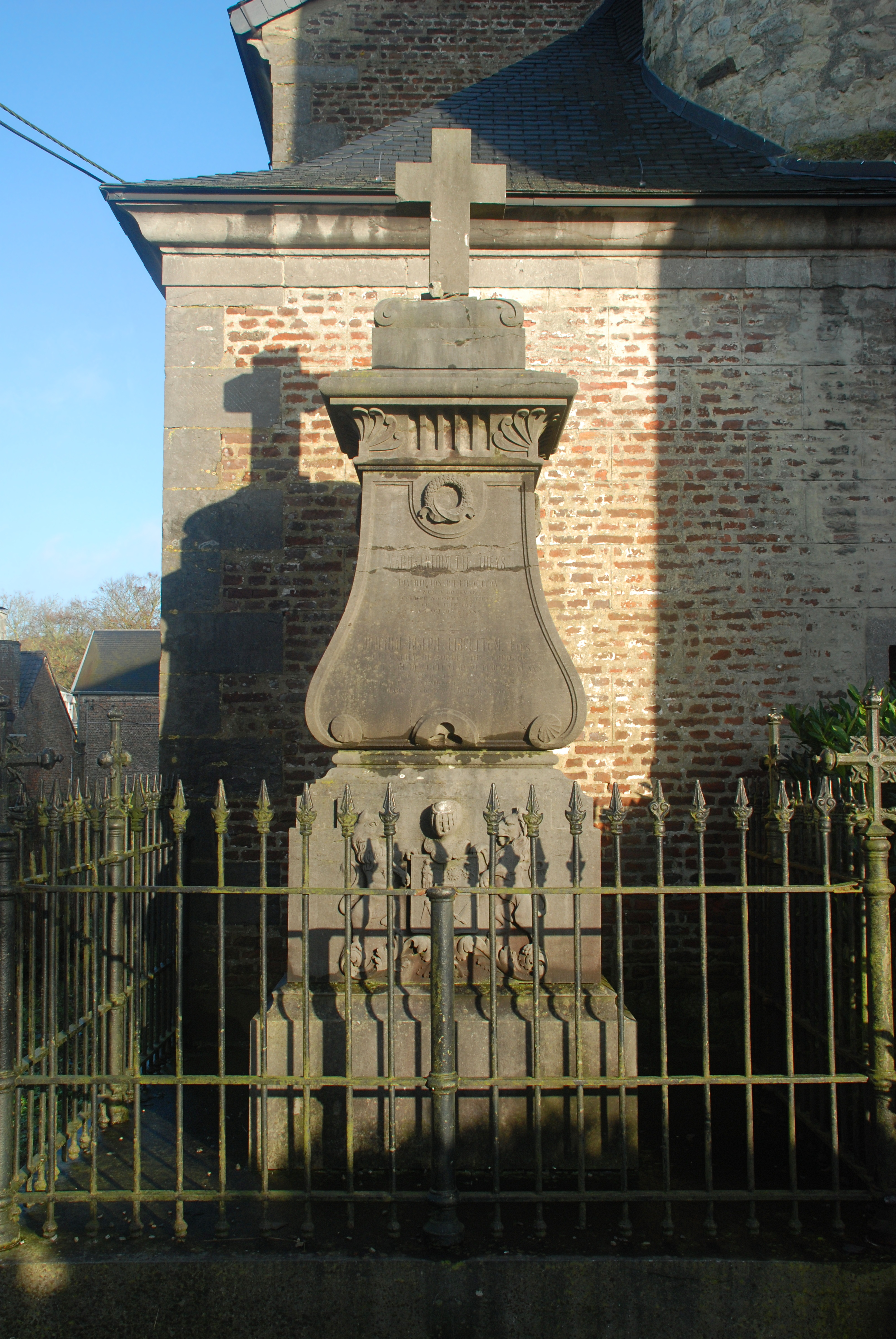
Le monument Liboutton.

À gauche de l'entrée de l'église se dresse le monument de la famille Liboutton, du XIXe siècle.
Le piédestal de ce monument est orné d'un blason flanqué d'un griffon (mi-aigle et mi-lion) et d'un lion, et surmonté d'un heaume.
L'écu est orné de quatre quartiers :
- au premier quartier, une statuette médiévale représente une religieuse ;
- au deuxième quartier, deux décorations rappellent que Joachim Liboutton junior avait reçu la croix civique et la croix de chevalier de l'ordre de Léopold ;
- au troisième quartier, un compas évoque le fait que Joachim Liboutton junior était géomètre ;
- au quatrième quartier, un glaive rappelle que la tradition familiale prétend qu'un ancêtre de la famille Liboutton est parti à la croisade.

|  |  |  |  |

## Photos anciennes

L'église présentée par les cartes postales anciennes
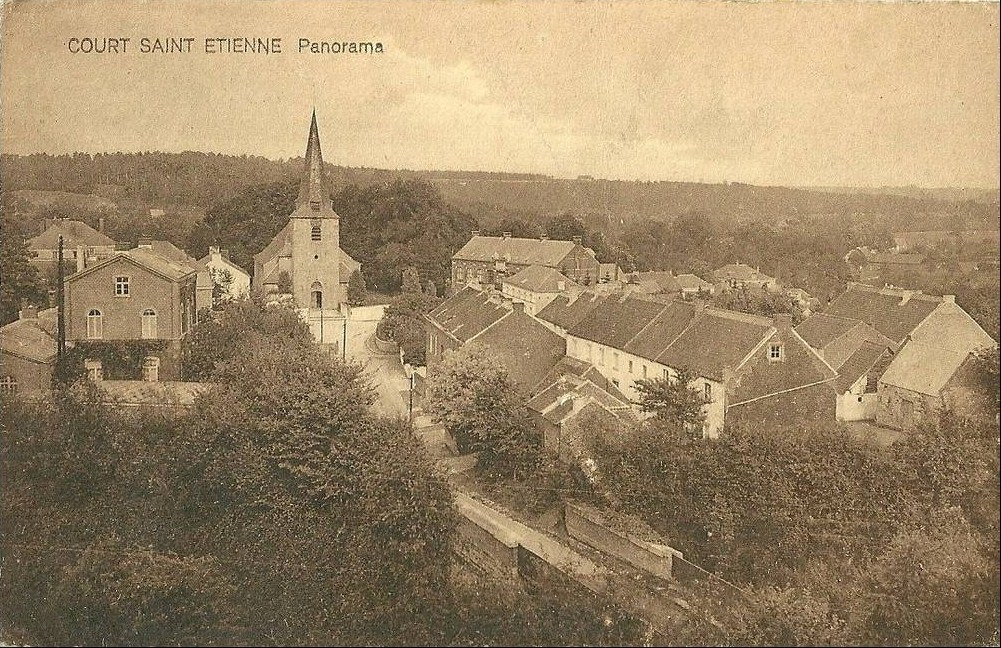
Panorama avec l'église Saint-Étienne.
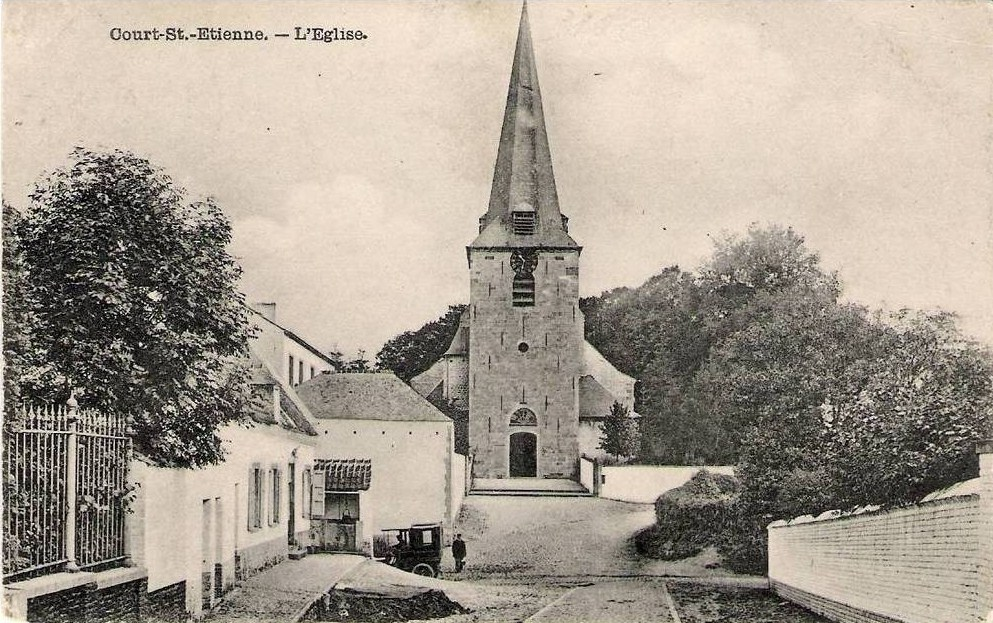
L'église au début du vingtième siècle.
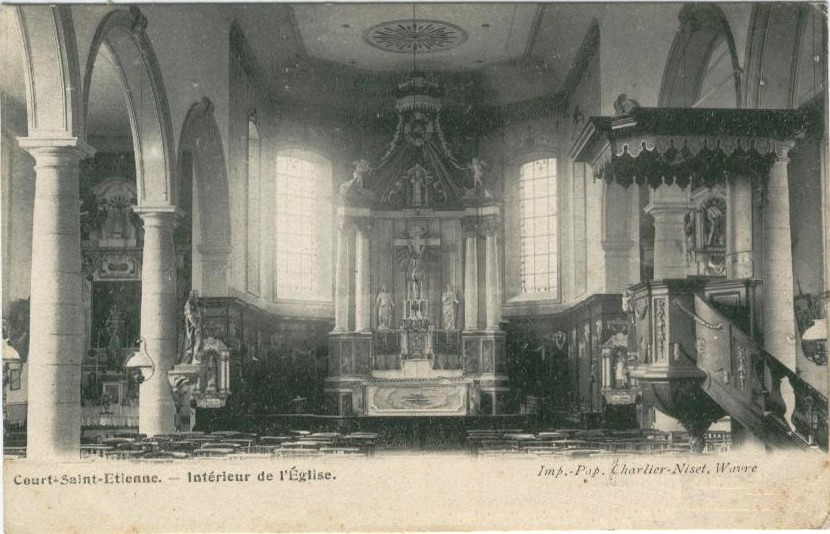
Le chœur vers 1904.
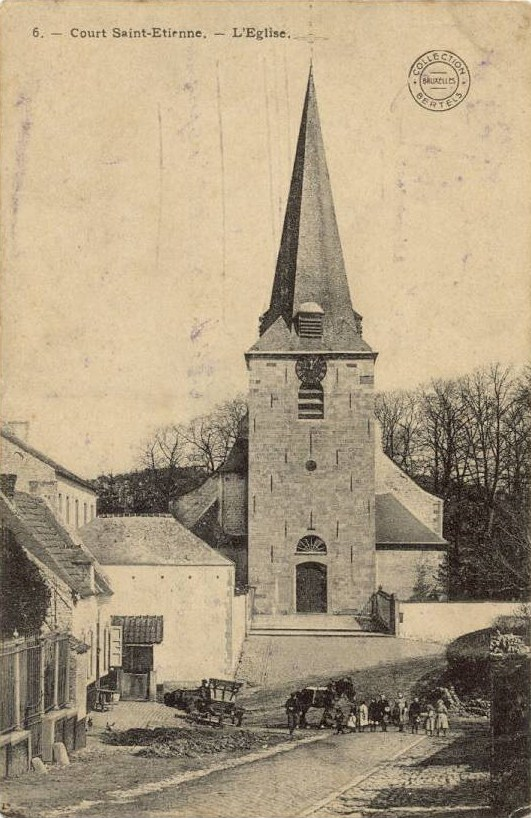